# 青森市
青森市（あおもりし）は、青森県の津軽地方・東青地域にある市。青森県の県庁所在地及び人口が最多の都市であり、県内では八戸市とともに中核市に指定されている。面積はむつ市に次いで県内2位。
青森湾に臨む交通の要衝で、江戸初期に港町として発展した。三内丸山遺跡や青森ねぶた祭が知られる。

## 概要
本州最北の県である青森県のほぼ中央に位置する。県の西半部を指す津軽地方においては北東部に位置し、東津軽郡の町村と東青地域を構成する。青森平野を中心とし、北は陸奥湾の支湾である青森湾に面し、南部から東部にかけては奥羽山脈の北端部にあたる八甲田山・東岳山地の山が連なり、西部で市域は津軽半島の脊梁山脈である梵珠山地や津軽平野に広がる。市街地は青森湾沿いの中心市街地から青森平野上を扇状に展開しており、行政都市・商業都市・交通都市・港湾都市の性格を有する。1999年の 「青森都市計画マスタープラン」において「コンパクトシティの形成」を掲げ、都市機能を郊外から中心市街地へ集積することを目指し、「都市のコンパクト化」による効率的で効果的な都市づくりに取り組んでいる。
東北地方を縦貫する路線および本州と北海道をつなぐ路線の結節点であり、北日本における交通・物流における要衝である。西の津軽半島と東の夏泊半島に抱かれた青森湾奥に青森港があり、函館港との青函航路をフェリーが運航している。鉄道は新青森駅が東北新幹線の終点、北海道新幹線の起点となっている。また、青い森鉄道線（旧東北本線）と奥羽本線が青森駅で合流して終点となり、津軽線が津軽半島の青森湾沿いを北に延びている。道路は東北自動車道が青森インターチェンジで終点となり、国道4号と国道7号も中心部で終点となって接続している。南西部の丘陵地には青森空港がある。
陸奥湾はその大きさに対して湾口である平舘海峡の幅が狭いため外洋の影響を受けにくい。湾外から入った波浪は広い湾内で拡散するため、波高が小さく穏やかで、また潮汐によって流入または流出する海水が限られるため干満差も小さい。こうした安定的な海域環境は養殖業や港湾に適し、沿岸ではホタテの養殖が営まれ、湾奥の青森港は岩礁もなく静穏度が高い天然の良港となっている。
南東部の八甲田山一帯は十和田八幡平国立公園に指定されており、四季を通じた観光地となっている。北東部の浅虫地区は浅虫夏泊県立自然公園に指定されている。市内には温泉が多く、八甲田山麓の酸ヶ湯や湾岸の浅虫温泉などがある。

### 人口
| |                                        |  |
| 青森市と全国の年齢別人口分布（2005年） | 青森市の年齢・男女別人口分布（2005年） |  |
| ■紫色 ― 青森市 ■緑色 ― 日本全国 | ■青色 ― 男性 ■赤色 ― 女性              |  |
| 青森市（に相当する地域）の人口の推移 \| 1970年（昭和45年） \| 261,743人 \| \| \| 1975年（昭和50年） \| 285,923人 \| \| \| 1980年（昭和55年） \| 309,768人 \| \| \| 1985年（昭和60年） \| 316,047人 \| \| \| 1990年（平成2年） \| 308,782人 \| \| \| 1995年（平成7年） \| 314,917人 \| \| \| 2000年（平成12年） \| 318,732人 \| \| \| 2005年（平成17年） \| 311,508人 \| \| \| 2010年（平成22年） \| 299,520人 \| \| \| 2015年（平成27年） \| 287,648人 \| \| \| 2020年（令和2年） \| 275,192人 \| \| |                                        |  |
| 総務省統計局 国勢調査より |                                        |  |
| 1970年（昭和45年） | 261,743人                              |  |
| 1975年（昭和50年） | 285,923人                              |  |
| 1980年（昭和55年） | 309,768人                              |  |
| 1985年（昭和60年） | 316,047人                              |  |
| 1990年（平成2年） | 308,782人                              |  |
| 1995年（平成7年） | 314,917人                              |  |
| 2000年（平成12年） | 318,732人                              |  |
| 2005年（平成17年） | 311,508人                              |  |
| 2010年（平成22年） | 299,520人                              |  |
| 2015年（平成27年） | 287,648人                              |  |
| 2020年（令和2年） | 275,192人                              |  |

| 統計年             | 人口      | 備考                             | グラフ                                                         |
| ------------------ | --------- | -------------------------------- | -------------------------------------------------------------- |
| 1727年（享保12年） | 6,172人   |                                  | 1965年から2000年まで現在の市域にほぼ相当する市町の合計値を付記 |
| 1750年（寛延3年）  | 5,163人   | 4月                              | 1965年から2000年まで現在の市域にほぼ相当する市町の合計値を付記 |
| 1788年（天明8年）  | 4,668人   |                                  | 1965年から2000年まで現在の市域にほぼ相当する市町の合計値を付記 |
| 1799年（寛政11年） | 6,137人   |                                  | 1965年から2000年まで現在の市域にほぼ相当する市町の合計値を付記 |
| 1805年（文化2年）  | 6,491人   |                                  | 1965年から2000年まで現在の市域にほぼ相当する市町の合計値を付記 |
| 1811年（文化8年）  | 6,944人   | 青森記                           | 1965年から2000年まで現在の市域にほぼ相当する市町の合計値を付記 |
| 1843年（天保14年） | 6,033人   |                                  | 1965年から2000年まで現在の市域にほぼ相当する市町の合計値を付記 |
| 1852年（嘉永5年）  | 7,779人   |                                  | 1965年から2000年まで現在の市域にほぼ相当する市町の合計値を付記 |
| 1864年（元治元年） | 9,991人   | 九浦町中人別戸数諸工諸家業総括牒 | 1965年から2000年まで現在の市域にほぼ相当する市町の合計値を付記 |
| 1869年（明治2年）  | 10,750人  |                                  | 1965年から2000年まで現在の市域にほぼ相当する市町の合計値を付記 |
| 旧青森市           |           |                                  | 1965年から2000年まで現在の市域にほぼ相当する市町の合計値を付記 |
| 1898年（明治31年） | 27,991人  | 4月1日市制施行                   | 1965年から2000年まで現在の市域にほぼ相当する市町の合計値を付記 |
| 1920年（大正9年）  | 48,941人  | 第1回国勢調査                    | 1965年から2000年まで現在の市域にほぼ相当する市町の合計値を付記 |
| 1925年（大正14年） | 58,794人  | 第2回国勢調査                    | 1965年から2000年まで現在の市域にほぼ相当する市町の合計値を付記 |
| 1930年（昭和5年）  | 77,103人  | 第3回国勢調査                    | 1965年から2000年まで現在の市域にほぼ相当する市町の合計値を付記 |
| 1935年（昭和10年） | 93,413人  | 第4回国勢調査                    | 1965年から2000年まで現在の市域にほぼ相当する市町の合計値を付記 |
| 1940年（昭和15年） | 99,065人  | 第5回国勢調査                    | 1965年から2000年まで現在の市域にほぼ相当する市町の合計値を付記 |
| 1945年（昭和20年） | 56,653人  | 11月                             | 1965年から2000年まで現在の市域にほぼ相当する市町の合計値を付記 |
| 1947年（昭和22年） | 90,828人  | 臨時国勢調査                     | 1965年から2000年まで現在の市域にほぼ相当する市町の合計値を付記 |
| 1950年（昭和25年） | 106,417人 | 第7回国勢調査                    | 1965年から2000年まで現在の市域にほぼ相当する市町の合計値を付記 |
| 1955年（昭和30年） | 183,747人 | 第8回国勢調査                    | 1965年から2000年まで現在の市域にほぼ相当する市町の合計値を付記 |
| 1960年（昭和35年） | 202,211人 | 第9回国勢調査                    | 1965年から2000年まで現在の市域にほぼ相当する市町の合計値を付記 |
| 1965年（昭和40年） | 224,433人 | 第10回国勢調査                   | 1965年から2000年まで現在の市域にほぼ相当する市町の合計値を付記 |
| 1970年（昭和45年） | 240,063人 | 第11回国勢調査                   | 1965年から2000年まで現在の市域にほぼ相当する市町の合計値を付記 |
| 1975年（昭和50年） | 264,222人 | 第12回国勢調査                   | 1965年から2000年まで現在の市域にほぼ相当する市町の合計値を付記 |
| 1980年（昭和55年） | 287,594人 | 第13回国勢調査                   | 1965年から2000年まで現在の市域にほぼ相当する市町の合計値を付記 |
| 1985年（昭和60年） | 294,045人 | 第14回国勢調査                   | 1965年から2000年まで現在の市域にほぼ相当する市町の合計値を付記 |
| 1990年（平成2年）  | 287,808人 | 第15回国勢調査                   | 1965年から2000年まで現在の市域にほぼ相当する市町の合計値を付記 |
| 1995年（平成7年）  | 294,167人 | 第16回国勢調査                   | 1965年から2000年まで現在の市域にほぼ相当する市町の合計値を付記 |
| 2000年（平成12年） | 297,859人 | 第17回国勢調査                   | 1965年から2000年まで現在の市域にほぼ相当する市町の合計値を付記 |
| 青森市             |           |                                  | 1965年から2000年まで現在の市域にほぼ相当する市町の合計値を付記 |
| 2005年（平成17年） | 311,508人 | 第18回国勢調査                   | 1965年から2000年まで現在の市域にほぼ相当する市町の合計値を付記 |
| 出典：             |           |                                  |                                                                |

2015年の国勢調査における人口は2位の八戸市、3位の弘前市を抑え県内1位だった。また前回調査からの人口増減率はマイナス3.96％で長崎市のマイナス3.21％、甲府市のマイナス2.95％を上回り、県庁所在地としては最大の減少率だった。

### 隣接している自治体
青森県
- 黒石市、五所川原市、十和田市、平川市
- 東津軽郡 平内町、蓬田村
- 南津軽郡 藤崎町
- 北津軽郡 板柳町
- 上北郡 七戸町

## 地理

### 地形
山地は青森平野を囲むように存在し、奥羽山脈に属する南部の八甲田火山地と東部の東岳山地、および津軽山地に属する西部の梵珠山地に分けられる。田代平湿原がある田代平は八甲田カルデラ（田代平カルデラ、先八甲田カルデラ）のカルデラ湖の跡であり、その北東の山列はカルデラの外輪山。八甲田山はカルデラに噴出した南北2つの中央火口丘群の総称であり、約20体の火山体で構成される。
- 奥羽山脈
  - 八甲田火山地
    - 北八甲田：大岳、高田大岳、井戸岳、赤倉岳、小岳、硫黄岳、田茂萢岳、前嶽、雛岳、石倉岳
    - 南八甲田：駒ヶ峯、横岳、逆川岳

  - 東岳山地：折紙山、東岳、高森山
    - 八甲田カルデラ外輪山：石倉山
- 津軽山地 - 梵珠山地：馬ノ神山、梵珠山

丘陵地は八甲田山の山麓部になっている火山性の八甲田火山丘陵と梵珠山地の山麓部になっている非火山性の大釈迦丘陵がある。
- 八甲田火山丘陵：雲谷峠、鷹森山、女蛇山
- 大釈迦丘陵：眺望山

青森平野は主要部の深沢平野と北西部の上磯平野に分けられる。深沢平野は堤川などによって形成された沖積平野で、上磯平野は海底が隆起した海岸平野。島は浅虫地区に湯ノ島と裸島がある。

### 河川・湖沼
- 河川
  - 一級河川 - 7河川
    - 岩木川水系：十川、浪岡川、大釈迦川、赤川、正平津川、王余魚沢川、本郷川

  - 二級河川 - 21河川
    - 堤川水系：堤川、駒込川、横内川、合子沢川、牛館川、入内川
    - 沖館川水系：沖館川、西滝川
    - 四戸橋川、六枚橋川、内真部川、奥内川、瀬戸子川、天田内川、新城川、赤川、沼川、野内川、貴船川、根井川、浅虫川
- 湖沼
  - 天然湖
    - 火口湖：赤倉沼
      - 爆裂火口湖：地獄沼、鏡沼

    - 堰止湖：横沼
    - 湧水池：グダリ沼

  - 人造湖：野木和湖
    - ダム湖：下湯平成湖（下湯ダム貯水池）、浅虫ほたる湖（浅虫ダム貯水池）、浪岡ダム貯水池、本郷ダム貯水池

### 気候
ケッペンの気候区分の定義上は青森市街は温暖湿潤気候（Cfa）、観測所のある酸ヶ湯は亜寒帯湿潤気候（Dfb）に属する。市内全域が特別豪雪地帯に指定されており、降雪量は多いものの年間の降水量は1350mm程度と決して多くない。東北地方の日本海沿岸にあり、青森市と同じく雪国というイメージが強い秋田市や酒田市と比較すると、かなり少ない。
春から初夏にかけての4月から6月までは日照時間が長く、降水量も少ない。盛夏期は比較的蒸し暑く、再暑月である8月の平均気温は23.5℃で、平均最高気温は27.8℃である。最高気温の極値は1994年8月12日に記録した36.7℃であり、猛暑で月平均気温が28.0℃を記録した2023年8月にも破られていない。9月から10月にかけてはさわやかな晴天の日も見られるものの、秋が深まるにつれ雨天の日が多くなり、11月には長い冬を予感させる初雪が降る。
冬は降雪が多く、最深積雪の平年値は101cmである。年間降雪量の平年値は旭川市（557cm）を上回る567cmで、中核市クラスの都市としては最多である。最低気温の極値は1931年2月23日に記録した-24.7℃であるが、-20℃以下を観測したのは過去6回のみでいずれも戦前の記録となっている。1990年以降は、最低気温が-10℃以下を記録する年も少なくなっている。最低気温の上昇は顕著で、1961-1990年の平年値と1991-2020年の平年値を比較すると、1月が-5.0℃から-3.5℃に、2月に至っては-5.2℃から-3.3℃に上昇した。
| 青森市花園（青森地方気象台、標高3m）の気候                   | 青森市花園（青森地方気象台、標高3m）の気候 | 青森市花園（青森地方気象台、標高3m）の気候 | 青森市花園（青森地方気象台、標高3m）の気候 | 青森市花園（青森地方気象台、標高3m）の気候 | 青森市花園（青森地方気象台、標高3m）の気候 | 青森市花園（青森地方気象台、標高3m）の気候 | 青森市花園（青森地方気象台、標高3m）の気候 | 青森市花園（青森地方気象台、標高3m）の気候 | 青森市花園（青森地方気象台、標高3m）の気候 | 青森市花園（青森地方気象台、標高3m）の気候 | 青森市花園（青森地方気象台、標高3m）の気候 | 青森市花園（青森地方気象台、標高3m）の気候 | 青森市花園（青森地方気象台、標高3m）の気候 |
| 月                                                           | 1月                                        | 2月                                        | 3月                                        | 4月                                        | 5月                                        | 6月                                        | 7月                                        | 8月                                        | 9月                                        | 10月                                       | 11月                                       | 12月                                       | 年                                         |
| ------------------------------------------------------------ | ------------------------------------------ | ------------------------------------------ | ------------------------------------------ | ------------------------------------------ | ------------------------------------------ | ------------------------------------------ | ------------------------------------------ | ------------------------------------------ | ------------------------------------------ | ------------------------------------------ | ------------------------------------------ | ------------------------------------------ | ------------------------------------------ |
| 最高気温記録 °C （°F）                                       | 13.5 (56.3)                                | 19.4 (66.9)                                | 21.4 (70.5)                                | 28.3 (82.9)                                | 33.6 (92.5)                                | 33.5 (92.3)                                | 36.0 (96.8)                                | 36.7 (98.1)                                | 36.1 (97)                                  | 30.5 (86.9)                                | 24.1 (75.4)                                | 21.1 (70)                                  | 36.7 (98.1)                                |
| 平均最高気温 °C （°F）                                       | 1.8 (35.2)                                 | 2.7 (36.9)                                 | 6.8 (44.2)                                 | 13.7 (56.7)                                | 18.8 (65.8)                                | 22.1 (71.8)                                | 26.0 (78.8)                                | 27.8 (82)                                  | 24.5 (76.1)                                | 18.3 (64.9)                                | 11.2 (52.2)                                | 4.5 (40.1)                                 | 14.9 (58.8)                                |
| 日平均気温 °C （°F）                                         | −0.9 (30.4)                                | −0.4 (31.3)                                | 2.8 (37)                                   | 8.5 (47.3)                                 | 13.7 (56.7)                                | 17.6 (63.7)                                | 21.8 (71.2)                                | 23.5 (74.3)                                | 19.9 (67.8)                                | 13.5 (56.3)                                | 7.2 (45)                                   | 1.4 (34.5)                                 | 10.7 (51.3)                                |
| 平均最低気温 °C （°F）                                       | −3.5 (25.7)                                | −3.3 (26.1)                                | −0.8 (30.6)                                | 4.1 (39.4)                                 | 9.4 (48.9)                                 | 14.1 (57.4)                                | 18.6 (65.5)                                | 20.0 (68)                                  | 15.8 (60.4)                                | 9.1 (48.4)                                 | 3.4 (38.1)                                 | −1.4 (29.5)                                | 7.1 (44.8)                                 |
| 最低気温記録 °C （°F）                                       | −23.5 (−10.3)                              | −24.7 (−12.5)                              | −18.4 (−1.1)                               | −12.2 (10)                                 | −1.4 (29.5)                                | 4.0 (39.2)                                 | 6.5 (43.7)                                 | 8.9 (48)                                   | 3.0 (37.4)                                 | −2.4 (27.7)                                | −12.1 (10.2)                               | −20.6 (−5.1)                               | −24.7 (−12.5)                              |
| 降水量 mm （inch）                                           | 139.9 (5.508)                              | 99.0 (3.898)                               | 75.2 (2.961)                               | 68.7 (2.705)                               | 76.7 (3.02)                                | 75.0 (2.953)                               | 129.5 (5.098)                              | 142.0 (5.591)                              | 133.0 (5.236)                              | 119.2 (4.693)                              | 137.4 (5.409)                              | 155.2 (6.11)                               | 1,350.7 (53.177)                           |
| 降雪量 cm （inch）                                           | 195 (76.8)                                 | 141 (55.5)                                 | 64 (25.2)                                  | 4 (1.6)                                    | 0 (0)                                      | 0 (0)                                      | 0 (0)                                      | 0 (0)                                      | 0 (0)                                      | 0 (0)                                      | 23 (9.1)                                   | 143 (56.3)                                 | 567 (223.2)                                |
| 平均降水日数 （≥0.5 mm）                                     | 24.0                                       | 20.0                                       | 16.7                                       | 12.2                                       | 11.3                                       | 9.5                                        | 10.2                                       | 10.8                                       | 11.6                                       | 14.6                                       | 18.9                                       | 23.6                                       | 183.3                                      |
| 平均降雪日数                                                 | 29.6                                       | 26.1                                       | 22.1                                       | 5.7                                        | 0.0                                        | 0.0                                        | 0.0                                        | 0.0                                        | 0.0                                        | 0.2                                        | 10.2                                       | 26.0                                       | 119.5                                      |
| % 湿度                                                       | 78                                         | 76                                         | 70                                         | 65                                         | 71                                         | 78                                         | 80                                         | 78                                         | 76                                         | 73                                         | 73                                         | 78                                         | 75                                         |
| 平均月間日照時間                                             | 48.5                                       | 72.3                                       | 126.0                                      | 179.1                                      | 201.4                                      | 180.0                                      | 161.4                                      | 178.0                                      | 162.4                                      | 144.4                                      | 85.4                                       | 50.4                                       | 1,589.2                                    |
| 出典：気象庁（平均値：1991年 - 2020年、極値：1882年 - 現在） |                                            |                                            |                                            |                                            |                                            |                                            |                                            |                                            |                                            |                                            |                                            |                                            |                                            |

| 青森（青森地方気象台・1961 - 1990年平均）の気候 | 青森（青森地方気象台・1961 - 1990年平均）の気候 | 青森（青森地方気象台・1961 - 1990年平均）の気候 | 青森（青森地方気象台・1961 - 1990年平均）の気候 | 青森（青森地方気象台・1961 - 1990年平均）の気候 | 青森（青森地方気象台・1961 - 1990年平均）の気候 | 青森（青森地方気象台・1961 - 1990年平均）の気候 | 青森（青森地方気象台・1961 - 1990年平均）の気候 | 青森（青森地方気象台・1961 - 1990年平均）の気候 | 青森（青森地方気象台・1961 - 1990年平均）の気候 | 青森（青森地方気象台・1961 - 1990年平均）の気候 | 青森（青森地方気象台・1961 - 1990年平均）の気候 | 青森（青森地方気象台・1961 - 1990年平均）の気候 | 青森（青森地方気象台・1961 - 1990年平均）の気候 |
| 月                                              | 1月                                             | 2月                                             | 3月                                             | 4月                                             | 5月                                             | 6月                                             | 7月                                             | 8月                                             | 9月                                             | 10月                                            | 11月                                            | 12月                                            | 年                                              |
| ----------------------------------------------- | ----------------------------------------------- | ----------------------------------------------- | ----------------------------------------------- | ----------------------------------------------- | ----------------------------------------------- | ----------------------------------------------- | ----------------------------------------------- | ----------------------------------------------- | ----------------------------------------------- | ----------------------------------------------- | ----------------------------------------------- | ----------------------------------------------- | ----------------------------------------------- |
| 平均最高気温 °C （°F）                          | 1.1 (34)                                        | 1.7 (35.1)                                      | 5.5 (41.9)                                      | 12.9 (55.2)                                     | 18.5 (65.3)                                     | 21.5 (70.7)                                     | 25.4 (77.7)                                     | 27.6 (81.7)                                     | 23.3 (73.9)                                     | 17.4 (63.3)                                     | 10.6 (51.1)                                     | 4.2 (39.6)                                      | 14.1 (57.4)                                     |
| 日平均気温 °C （°F）                            | −1.8 (28.8)                                     | −1.7 (28.9)                                     | 1.5 (34.7)                                      | 7.6 (45.7)                                      | 13.0 (55.4)                                     | 16.8 (62.2)                                     | 20.9 (69.6)                                     | 22.9 (73.2)                                     | 18.4 (65.1)                                     | 12.0 (53.6)                                     | 6.2 (43.2)                                      | 1.0 (33.8)                                      | 9.7 (49.5)                                      |
| 平均最低気温 °C （°F）                          | −5.0 (23)                                       | −5.2 (22.6)                                     | −2.4 (27.7)                                     | 2.7 (36.9)                                      | 7.9 (46.2)                                      | 12.9 (55.2)                                     | 17.3 (63.1)                                     | 19.0 (66.2)                                     | 13.9 (57)                                       | 7.0 (44.6)                                      | 2.1 (35.8)                                      | −2.2 (28)                                       | 5.7 (42.3)                                      |
| 出典：理科年表                                  |                                                 |                                                 |                                                 |                                                 |                                                 |                                                 |                                                 |                                                 |                                                 |                                                 |                                                 |                                                 |                                                 |

| 要素                 | 観測値  | 観測年月日    | 統計期間       |
| -------------------- | ------- | ------------- | -------------- |
| 最高気温             | 36.7℃   | 1994年8月12日 | 1882年1月以降  |
| 最低気温             | -24.7℃  | 1931年2月23日 | 1882年1月以降  |
| 降雪の深さ寒候年合計 | 1263 cm | 1986年        | 1954寒候年以降 |
| 最深積雪             | 209 cm  | 1945年2月21日 | 1894年1月以降  |

青森空港の気候
市南西部の青森空港がある大谷（アメダス名：青森大谷）は標高が198mと高く、都市化の影響も小さいために、冬の朝の気温は4 - 5度ほども低くなり、2018年2月2日には-17.7℃を観測している。
酸ケ湯の気候
市南東部の八甲田山麓にある酸ケ湯温泉は、標高890mに位置し、非常に寒冷な気候として知られている。1月の平均気温は-7.5℃と亜寒帯湿潤気候（Dfb）に属し、1月の平均最高気温は-5.1℃にしかならず、醜寒で有名な北海道内陸の幌加内町（-3.9℃）、占冠村（-3.4℃）や陸別町（-2.5℃）などの地域の最高気温よりも低い。厳寒期には日中でも氷点下10度以下となることも少なくなく、しばしば日中の気温が日本一低い場所となることもある。日本屈指の豪雪地帯でもあり、1996年寒候期の積雪量は2376cmに達し、過去最深積雪は2013年2月26日の566cmである。

## 歴史

### 前近代
縄文時代には集落が築かれていた（三内丸山遺跡）。室町時代には南部氏支族である堤氏の領地であった。堤氏は戦国時代末期に津軽氏に攻め滅ぼされ、外ヶ浜は弘前藩の領地となった。青森は弘前藩（津軽藩）初代藩主津軽為信のときに開港が計画されたといわれ、構想を引き継いだ2代藩主津軽信枚とその家臣である森山弥七郎によって寛永期に港町が築かれ、その後商港および北方との交通港として発展した。
居城弘前城の建設（慶長16年〈1611年〉）と城下町弘前の整備を終えた弘前藩は江戸との海運を目的とした港の開発を企図した。信枚は森山を開港奉行に任じ、寛永元年（1624年）善知鳥村（うとうむら、青森の古名）に港を開いたが（廻船運航の許可を得た寛永2年（1625年）または町割りがされた寛永3年（1626年）が開港年とされることもある）、このとき海岸付近にハイネズ（浜松・磯馴松（そなれまつ））が繁茂する高さ一丈（約3メートル）ほどの小丘があり、「青森」と呼ばれて漁船が帰るときの目標物になっていたことから、開港に際してその名を採って青森村と改称した。次いで寛永3年（1626年）に信枚は森山に青森の町づくりを命じ、浜町・本町（大町）・米町の3町がつくられ、青森町が成立した（当時は「青盛町」との表記もあった）。同年、土地と建築資材の無償提供、10年間の免税などの条件が示されて移住が奨励されると、近江・越前などから移住が相次ぎ、開港からわずか数年で戸数1000ほどの町が形成された。
江戸中期以降弘前藩最大の港および城下弘前に次ぐ町となった。
浪岡
浪岡には室町時代北畠親房の子孫が移り住み（浪岡北畠氏）、浪岡城を拠点に戦国大名化して北津軽・東津軽に勢力を張ったが、大浦為信（津軽為信）に攻め滅ぼされた。江戸時代、青森と弘前の中間に位置する浪岡は羽州街道の宿場として栄え、多くの人や物資が行き交った。
年表
- 縄文時代前期中葉 - 中期末葉（約5500年 - 4000年前） - 三内丸山遺跡（特別史跡）の集落が繁栄する。
- 縄文時代後期前半（約4000年前） - 小牧野遺跡（国の史跡）の環状列石が構築される。
- 平安時代（10世紀ごろ - 12世紀ごろ） - 高屋敷館遺跡（国の史跡）の環壕集落。
- 文治06年（1190年） - 大河兼任軍と鎌倉軍が善知鳥前の梯（現在の善知鳥崎）で戦う。
- 応永年間（1394年 - 1428年） - 北畠親房の子孫が浪岡に来住。
- 応仁年間（1467年 - 1468年） - 浪岡北畠氏、浪岡城（国の史跡）を構築。
- 明応07年（1498年） - 南部信時の四男堤光康、横内城を構築。
- 天正06年（1578年）7月 -　浪岡城、大浦為信（津軽為信）に攻められて落城。
- 天正13年（1585年）3月 - 大浦為信、外が浜にある油川城を攻略。一帯は大浦氏（津軽氏）の領有となる。
- 元和年間（1615年 - 1624年） - 野内番所が置かれる。
- 寛永元年（1624年） - 弘前藩、善知鳥村に港の建設を始める。
- 寛永02年5月15日（1625年6月19日） - 弘前藩、津軽から江戸へ廻船を運航する許可を幕府より得る。
- 寛永03年4月6日（1626年5月1日） - 弘前藩、森山弥七郎に町づくりを命じる。
- 寛文11年（1671年） - 仮屋（藩の出先施設）が設置される。元治元年（1864年）から陣屋と称し明治2年（1869年）に仮屋にもどした。
- 天明03年（1783年）7月 - 青森騒動。
- 嘉永06年（1853年） - 大火で安方町の湊番所などが焼失
- 元治02年（1865年） - 幕府より蝦夷地（北海道）への渡海地に指定される。

### 近現代
明治4年7月14日（1871年8月29日）の廃藩置県で弘前藩は弘前県となる。政府は同年9月4日、弘前県に七戸県、八戸県、斗南県、黒石県、館県の5県を併合し（ 太政官布告『七戶八戶斗南黑石館ノ五縣ヲ弘前縣ニ併ス』。ウィキソースより閲覧。）、翌9月5日に熊本藩出身の野田豁通を大参事（知事）に任命した。野田は箱館戦争の際に官軍の拠点となった青森町に駐在した経験から当地の地勢に通じており、県域の中央に位置し、港もあって各方面への交通に利便がある青森町に県庁を置くよう、大参事就任前に政府に伺書を提出していた。政府は野田の建言を受け入れ、直後の9月23日に県庁を青森町に置くことを定めて県名も青森県に改めた（ 太政官布告『弘前縣ヲ靑森ニ移シ靑森縣ト改稱』。ウィキソースより閲覧。）。
1873年（明治6年）3月に大区小区制が実施されて第一大区一小区となった。以下の青森27町で構成された。
| 27町 | 竪町 | 14町 | 新町、寺町、鍛冶町、大工町、松森町、米町、馬喰町、安方町、越前町、大町、塩町、多葉香町、浜町、蜆貝町 |
| 27町 | 横町 | 13町 | 一念坊小路、大手通、御倉通、柳町、寺通 (3) 、福士通、上林通、横町通、馬喰町新角、弟飴角、堤町        |

1878年（明治11年）の郡区町村編制法では、10月30日に大区小区制が廃止されて第一大区は東津軽郡となった。1883年（明治16年）に第一組戸長役場が設置されて青森18町を所管した。役場の名称は1884年（明治17年）11月から青森安方町外十七ケ町戸長役場となった。
| 18町 | 青森米町、青森安方町、青森新安方町、青森浜町、青森新浜町、青森蜆貝町、青森新蜆貝町、青森大町、青森塩町、青森莨町、青森博労町、青森堤町、青森松森町、青森大工町、青森鍛冶町、青森寺町、青森柳町、青森新町 |

1889年（明治22年）の市制・町村制の実施（明治の大合併）では、従来の青森18町に造道村から独立していた栄町と造道村字浪打・大野村字長嶋を加えた区域をもって4月1日に町制を施行し、青森町が発足した。
| 19町  | 安方町、新安方町、大町、米町、浜町、新浜町、新町、柳町、寺町、鍛冶町、大工町、松森町、博労町、堤町、莨町、蜆貝町、新蜆貝町、塩町、栄町 |
| 2大字 | 大野、造道 |

1897年（明治30年）10月1日に浦町村、滝内村大字古川を編入、1898年（明治31年）4月1日に市制を施行して青森市となる。1939年（昭和14年）6月1日に油川町、1951年（昭和26年）4月1日に滝内村を編入。
昭和の大合併では、1954年（昭和29年）5月3日に大野村、1955年（昭和30年）1月1日に筒井町、横内村、東岳村、高田村、同年1月15日に浜舘村、荒川村、同年3月1日に新城村、奥内村、原別村、1956年（昭和31年）9月1日に後潟村を編入した。1962年（昭和37年）10月1日に野内村を編入。
平成の大合併では、2005年（平成17年）4月1日に浪岡町と合併して青森市を新設し、旧浪岡町の区域に地域自治区浪岡を設置。2006年（平成18年）10月1日に中核市に移行した。
年表

- 1872年（明治05年）11月6日 - 大火。700戸が焼失する。
- 1873年（明治06年）2月11日 - 開拓使、青森 - 函館間に定期航路を開設。
- 1875年（明治08年）12月16日 - 歩兵第4連隊第2大隊が弘前から青森に移転。
- 1876年（明治09年）4月 - 歩兵第4連隊第2大隊が歩兵第5連隊第1大隊となる。
- 1888年（明治21年）12月6日 - 東奥日報が創刊。
- 1891年（明治24年）9月1日 - 東北本線青森 - 盛岡間開通により、青森 - 上野間全通。
- 1894年（明治27年）12月1日 - 奥羽本線青森 - 弘前間開通。1905年（明治38年）9月14日に青森 - 福島間全通。
- 1897年（明治30年）3月5日 - 青森電燈株式会社、配電を開始。
- 1902年（明治35年）1月23日 - 八甲田山雪中行軍遭難事件。
- 1908年（明治41年）3月7日 - 青函連絡船が就航。
- 1909年（明治42年）
  - 6月 - 青森 - ウラジオストク間に航路開設。
  - 12月6日 - 上水道の施設が完成。

- 1910年（明治43年）5月3日 - 青森大火。
- 1924年（大正13年）8月 - 青森築港が竣工。
- 1926年（大正15年）
  - 4月11日 - 青森市営バスが運行を開始。
  - 7月10日 - 市内浪内古茶屋町にあったマッチ工場から出火。工場地帯の他、住宅地にも延焼して約150戸が全焼。
  - 10月25日 - 東北本線が南方に移転。

- 1933年（昭和08年）
  - 5月 - 初代「青森市民歌」を制定。
  - 6月 - 青森飛行場が完成。

- 1935年（昭和10年）8月21日 - 夕方から降り始めた豪雨のため浸水家屋2000戸以上。
- 1937年（昭和12年）4月1日 - 東京 - 仙台 - 青森 - 札幌間に日本航空輸送の定期航空便が就航。
- 1941年（昭和16年）4月17日 - NHK青森放送局が開局。
- 1942年（昭和17年）9月15日 - 新蜆貝町の民家から出火。重油が保管されていた県漁連倉庫に延焼して火勢が拡大し、328戸（211棟）が全焼。
- 1944年（昭和19年）5月 - 青森医学専門学校が開校。
- 1945年（昭和20年）
  - 7月28日 - 青森大空襲。
  - 9月23日 - 市内にアメリカ軍が進駐を開始。

- 1947年（昭和22年）5月17日  - 古川町、長島町で大火。約350棟が焼失。同年8月11日、市内に昭和天皇の戦後巡幸があった際には、天皇が車中から焼け跡を視察。
- 1950年（昭和25年）6月 - 青森競輪開始。
- 1951年（昭和26年）12月5日 - 津軽線青森 - 蟹田間開通。
- 1957年（昭和32年） - 青森市教育委員会が「青森市民の歌（愛市の歌）」を選定。
- 1963年（昭和38年）5月21日 - 昭和天皇、香淳皇后が市営球場、青森県立あすなろ学園、県庁などを行幸啓。
- 1964年（昭和39年）11月5日 - 青森空港開港。1965年（昭和40年）6月1日に東京定期便が就航。
- 1968年（昭和43年）7月21日 - 東北本線が南方に移転。
- 1970年（昭和45年）2月6日 - 青森市市議会が自主解散。議長選出をめぐる贈収賄容疑を受けたもので、同月26日に告示された出直選には75人が立候補した。
- 1972年（昭和47年）7月26日 - 市章・市旗・市民憲章（初代）・2代目「青森市民歌」（「青森市民の歌（愛市の歌）」より改題）の制定告示が行われる。
- 1979年（昭和54年）9月27日 - 東北自動車道青森 - 大鰐弘前間開通。1987年（昭和62年）9月9日に青森 - 川口JCT間全通。
- 1984年（昭和59年）6月30日 - 青森隕石が落下。
- 1986年（昭和61年）4月24日 - 青森県観光物産館アスパムが開館。
- 1987年（昭和62年）7月19日 - 新青森空港暫定開港。1990年（平成2年）3月24日に全面供用開始。
- 1988年（昭和63年）
  - 3月13日 - 青函トンネル・津軽海峡線が開業、青函連絡船が廃止。
  - 7月9日から9月18日 - 青函トンネル開通記念博覧会青森EXPO'88を開催。

- 1992年（平成04年）7月27日 - 青森ベイブリッジ供用開始。1994年（平成6年）7月に全面供用開始。
- 1993年（平成05年）4月1日 - 青森公立大学が開学。
- 2003年（平成15年）
  - 2月1日から8日 - 2003年アジア冬季競技大会。開閉会式、フィギュアスケート競技、カーリング競技を開催。
  - 9月28日 - 青森自動車道青森 - 青森東間開通。

- 2005年（平成17年）12月26日 - 新市民歌「大きな朝に」を制定。
- 2007年（平成19年）3月17日から25日 - 2007年世界女子カーリング選手権大会を開催。
- 2008年（平成20年）6月7日・8日 - 第34回主要国首脳会議（洞爺湖サミット）の関連会合であるG8エネルギー大臣会合および5か国エネルギー大臣会合を開催。青森宣言を採択。
- 2010年（平成22年）12月4日 - 東北新幹線新青森 - 八戸間開業により、東北新幹線全通。これに伴い、並行在来線である東北本線青森 - 八戸間がJR東日本から青い森鉄道に移管。
- 2016年（平成28年）3月26日 - 北海道新幹線新青森 - 新函館北斗間開業。

### 沿革
- 1889年（明治22年）4月1日 - 町制施行により東津軽郡青森町が成立。
- 1897年（明治30年）10月1日 - 浦町村（字奥野を除く）、滝内村の一部（大字古川）を編入。
- 1898年（明治31年）4月1日 - 市制施行により青森市となる。単独市制。面積5.89 km2。
- 1927年（昭和02年）4月1日 - 滝内村の一部（大字古川、大字沖館、大字新田）、造道村の一部（大字造道、大字八重田）を編入。11.40 km2。
- 1932年（昭和07年）6月1日 - 大野村の一部（北金沢、北片岡）を編入。12.14 km2。
- 1939年（昭和14年）6月1日 - 油川町を編入。19.88 km2。
- 1951年（昭和26年）4月1日 - 滝内村を編入。57.02 km2。
- 1954年（昭和29年）5月3日 - 大野村を編入。71.15 km2。
- 1955年（昭和30年）1月1日 - 筒井町、横内村、東岳村、高田村を編入。277.02 km2。
- 1955年（昭和30年）1月15日 - 浜舘村と荒川村を編入。477.53 km2。
- 1955年（昭和30年）3月1日 - 新城村、奥内村、原別村を編入する。630.06 km2。
- 1956年（昭和31年）9月1日 - 後潟村を編入。665.46 km2。
- 1962年（昭和37年）10月1日 - 野内村を編入。692.94 km2。
- 2005年（平成17年）4月1日 - 青森市及び浪岡町が合併し、改めて青森市が発足する。824.57 km2。
- 2007年（平成19年）9月1日 - 藤崎町との境界を変更。824.52 km2。

## 行政

### 市長
- 西秀記：2023年（令和5年）6月5日 -

| 代         | 氏名       | 就任日                     | 退任日                     | 備考                                         |
| 青森町     | 青森町     | 青森町                     | 青森町                     | 青森町                                       |
| ---------- | ---------- | -------------------------- | -------------------------- | -------------------------------------------- |
| 1          | 柿崎忠兵衛 |                            |                            |                                              |
|            | 工藤卓爾   | 1896年（明治29年）9月24日  |                            |                                              |
| 旧・青森市 |            |                            |                            |                                              |
| 1          | 工藤卓爾   | 1898年（明治31年）7月4日   | 1902年（明治35年）4月19日  |                                              |
| 2          | 笹森儀助   | 1902年（明治35年）5月7日   | 1903年（明治36年）12月16日 |                                              |
| 3          | 芹川得一   | 1904年（明治37年）1月20日  | 1908年（明治41年）10月12日 |                                              |
| 4          | 淡谷清蔵   | 1908年（明治41年）12月7日  | 1910年（明治43年）3月31日  |                                              |
| 5          | 工藤卓爾   | 1910年（明治43年）4月22日  | 1916年（大正5年）4月21日   |                                              |
| 6          | 工藤卓爾   | 1916年（大正5年）4月22日   | 1917年（大正6年）1月13日   |                                              |
| 7          | 阿部政太郎 | 1917年（大正6年）2月7日    | 1919年（大正8年）10月22日  |                                              |
| 8          | 工藤卓爾   | 1921年（大正10年）2月28日  | 1924年（大正13年）11月4日  |                                              |
| 9          | 阿部政太郎 | 1925年（大正14年）2月12日  | 1926年（大正15年）5月17日  |                                              |
| 10         | 中野浩     | 1926年（大正15年）8月8日   | 1930年（昭和5年）8月7日    |                                              |
| 11         | 北山一郎   | 1930年（昭和5年）8月8日    | 1934年（昭和9年）8月7日    |                                              |
| 12         | 加賀秀雄   | 1934年（昭和9年）10月18日  | 1936年（昭和11年）3月20日  |                                              |
| 13         | 千葉伝蔵   | 1936年（昭和11年）5月28日  | 1940年（昭和15年）5月27日  |                                              |
| 14         | 千葉伝蔵   | 1940年（昭和15年）5月28日  | 1944年（昭和19年）5月27日  |                                              |
| 15         | 千葉伝蔵   | 1944年（昭和19年）5月28日  | 1945年（昭和20年）7月5日   |                                              |
| 16         | 柿崎守忠   | 1945年（昭和20年）7月28日  | 1946年（昭和21年）11月14日 |                                              |
| 17         | 横山實     | 1947年（昭和22年）4月5日   | 1951年（昭和26年）4月4日   | 戦災復興に尽力 名誉市民                      |
| 18         | 横山實     | 1951年（昭和26年）4月25日  | 1955年（昭和30年）4月15日  | 戦災復興に尽力 名誉市民                      |
| 19         | 横山實     | 1955年（昭和30年）4月30日  | 1959年（昭和34年）4月29日  | 戦災復興に尽力 名誉市民                      |
| 20         | 横山實     | 1959年（昭和34年）4月30日  | 1963年（昭和38年）4月29日  | 戦災復興に尽力 名誉市民                      |
| 21         | 千葉元江   | 1963年（昭和38年）4月30日  | 1967年（昭和42年）4月29日  |                                              |
| 22         | 奈良岡末造 | 1967年（昭和42年）4月30日  | 1971年（昭和46年）4月29日  |                                              |
| 23         | 奈良岡末造 | 1971年（昭和46年）4月30日  | 1974年（昭和49年）1月12日  |                                              |
| 24         | 奈良岡末造 | 1974年（昭和49年）2月24日  | 1975年（昭和50年）4月29日  |                                              |
| 25         | 奈良岡末造 | 1975年（昭和50年）4月30日  | 1979年（昭和54年）4月29日  |                                              |
| 26         | 工藤正     | 1979年（昭和54年）4月30日  | 1983年（昭和58年）4月29日  |                                              |
| 27         | 工藤正     | 1983年（昭和58年）4月30日  | 1984年（昭和59年）10月12日 | 助役が受託収賄容疑で逮捕された責任をとり辞職 |
| 28         | 工藤正     | 1984年（昭和59年）11月19日 | 1987年（昭和62年）4月29日  |                                              |
| 29         | 工藤正     | 1987年（昭和62年）4月30日  | 1989年（平成元年）3月22日  | 在任中に死去                                 |
| 30         | 佐々木誠造 | 1989年（平成元年）5月      | 1993年（平成5年）5月       |                                              |
| 31         | 佐々木誠造 | 1993年（平成5年）5月       | 1997年（平成9年）5月       |                                              |
| 32         | 佐々木誠造 | 1997年（平成9年）5月       | 2001年（平成13年）5月      |                                              |
| 33         | 佐々木誠造 | 2001年（平成13年）5月      | 2005年（平成17年）3月31日  |                                              |
| 青森市     |            |                            |                            |                                              |
| -          | 佐々木誠造 | 2005年（平成17年）4月1日   | 2005年（平成17年）4月23日  | 市長職務執行者                               |
| 1          | 佐々木誠造 | 2005年（平成17年）4月24日  | 2009年（平成21年）4月23日  |                                              |
| 2          | 鹿内博     | 2009年（平成21年）4月24日  | 2013年（平成25年）4月23日  |                                              |
| 3          | 鹿内博     | 2013年（平成25年）4月24日  | 2016年（平成28年）10月31日 | 青森駅前再開発ビルの経営破綻の責任をとり辞職 |
| -          | 福井正樹   | 2016年（平成28年）11月1日  | 2016年（平成28年）11月27日 | 市長職務代理者                               |
| 4          | 小野寺晃彦 | 2016年（平成28年）11月27日 | 2023年（令和5年）4月30日   | 青森県知事選挙立候補準備のため辞職           |
| -          | 能代谷潤治 | 2023年（令和5年）5月1日    | 2023年（令和5年）6月5日    | 市長職務執行者                               |
| 5          | 西秀記     | 2023年（令和5年）6月5日    | 現職                       |                                              |

### 市役所
- 庁舎 - 本庁舎、駅前庁舎、柳川庁舎、浪岡庁舎
- 支所 - 浜館支所、奥内支所、原別支所、後潟支所、野内支所

## 議会

### 県議会
- 選挙区：青森市選挙区
- 定数：10名
- 任期：2019年（平成31年）4月30日 － 2023年（令和4年）4月29日

| 議員名     | 会派名             | 備考 |
| ---------- | ------------------ | ---- |
| 鹿内博     | 県民主役の県政の会 |      |
| 高橋修一   | 自由民主党         |      |
| 伊吹信一   | 公明・健政会       |      |
| 森内之保留 | 自由民主党         |      |
| 吉俣洋     | 日本共産党         |      |
| 山谷清文   | 自由民主党         |      |
| 花田栄介   | 自由民主党         |      |
| 関良       | 青和会             |      |
| 一戸富美雄 | 青和会             |      |
| 渋谷哲一   | 県民主役の県政の会 |      |

### 衆議院
- 選挙区：青森1区（青森市、むつ市、東津軽郡、上北郡（野辺地町、横浜町、六ケ所村）、下北郡）
- 任期：2021年10月31日 - 2025年10月30日
- 投票日：2021年10月31日
- 当日有権者数：342,174人
- 投票率：51.84％

| 当落 | 候補者名   | 年齢 | 所属党派   | 新旧別 | 得票数   | 重複 |
| ---- | ---------- | ---- | ---------- | ------ | -------- | ---- |
| 当   | 江渡聡徳   | 66   | 自由民主党 | 前     | 91,011票 | ○    |
|      | 升田世喜男 | 64   | 立憲民主党 | 元     | 64,870票 | ○    |
|      | 斎藤美緒   | 41   | 日本共産党 | 新     | 17,783票 |      |

## 行政機関

### 県の機関
- 青森県庁
  - 東青地域県民局（青森市と東津軽郡を所管）が置かれていたが、各地域県民局は2025年（令和7年）3月31日で廃止された（本庁所管部ごとに各圏域に個別に各事務所（地域連携事務所や県税事務所、環境管理事務所など）を設置している）[28]。

### 国の機関
| - 総務省 - 青森行政評価事務所 - 法務省 - 青森地方法務局 - 青森刑務所 - 青森少年鑑別所 - 青森保護観察所 - 青森地方検察庁 - 青森区検察庁 - むつ区検察庁 - 野辺地区検察庁 - 仙台出入国在留管理局青森出張所 - 財務省 - 東北財務局青森財務事務所 - 函館税関青森税関支署 - 青森税務署 - 厚生労働省 - 東北厚生局青森事務所 - 青森労働局 - 青森労働基準監督署 - 青森公共職業安定所 | - 農林水産省 - 東北農政局青森県拠点 - 東北農政局津軽土地改良建設事務所 - 東北森林管理局青森事務所 - 東北森林管理局青森森林管理署 - 経済産業省 - 青森原子力産業立地調整官事務所 - 国土交通省 - 東北地方整備局青森河川国道事務所 - 東北地方整備局青森港湾事務所 - 東北運輸局青森運輸支局 - 青森地方気象台 - 青森海上保安部 - 国土地理院浅虫験潮場 - 環境省 - 青森自然保護官事務所 - 防衛省 - 陸上自衛隊東北方面隊第9師団司令部（青森駐屯地内） - 自衛隊青森地方協力本部 |

### 司法機関
- 青森地方裁判所 本庁

（管轄地：青森市（旧青森市）・東津軽郡（平内町、今別町、蓬田村、外ヶ浜町））
- 青森家庭裁判所 本庁

（管轄地：青森市（旧青森市）・東津軽郡（平内町、今別町、蓬田村、外ヶ浜町））
- 青森簡易裁判所 本庁

（管轄地：青森市（旧青森市）・東津軽郡（平内町、今別町、蓬田村、外ヶ浜町））

## 施設

### 警察
- 青森県警察本部
  - 青森警察署 - 青森南警察署の管轄区域を除く区域を管轄
  - 青森南警察署 - 浪岡の区域を管轄（青森空港の区域を除く）
  - 鉄道警察隊
  - 青森県運転免許センター

### 消防
- 青森地域広域事務組合消防本部
  - 消防署 - 中央消防署、東消防署、浪岡消防署
- 消防団 - 青森市青森消防団、青森市浪岡消防団

### 医療
医療機関
- 国立病院機構青森病院
- 県立病院
  - 青森県立中央病院
  - 青森県立つくしが丘病院
- 市立病院
  - 青森市民病院
  - 青森市立浪岡病院

保健
- 保健所

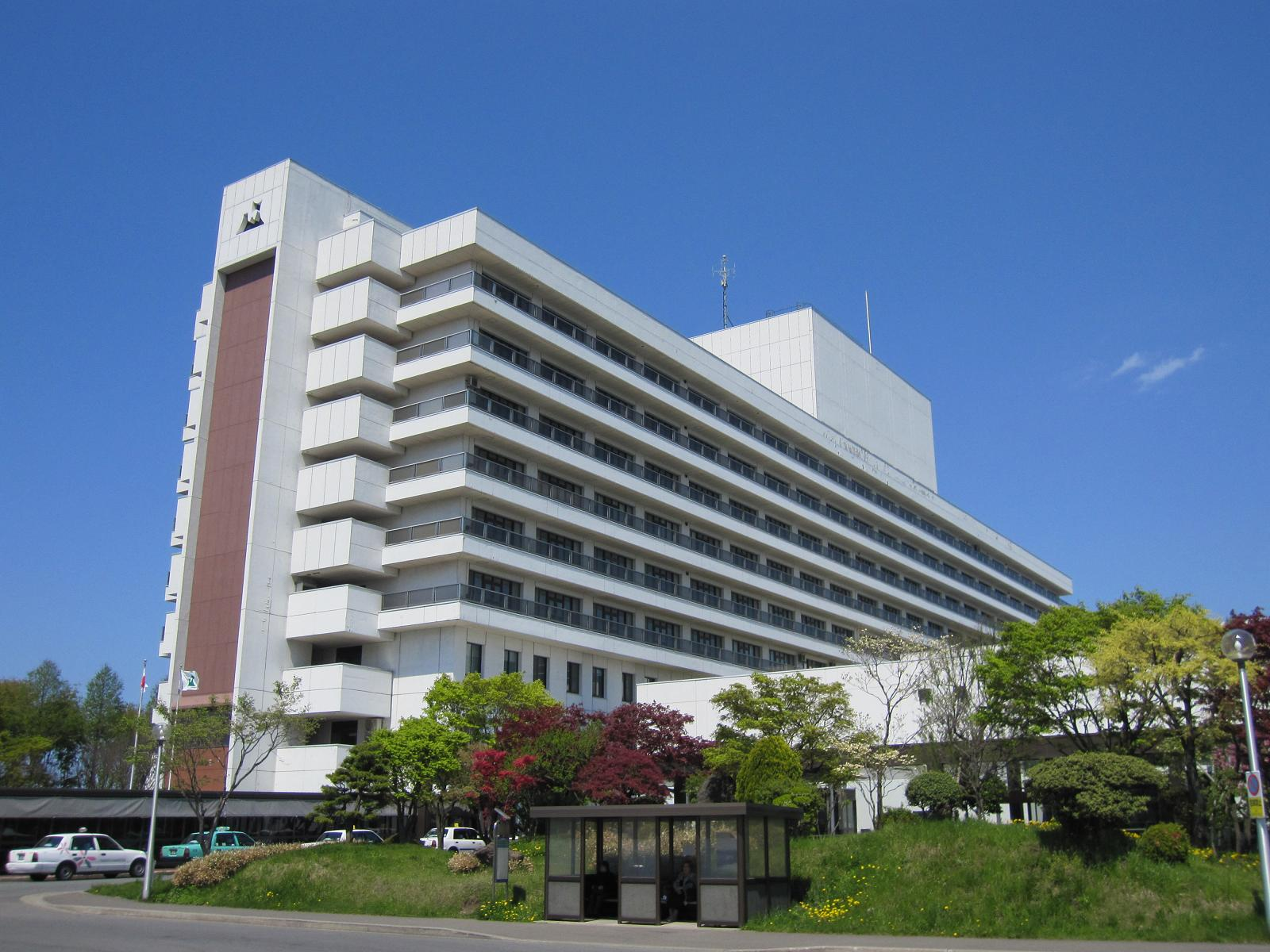
青森県立中央病院

  - 青森市保健所 - 青森市を管轄する青森市の保健所
  - 東地方保健所 - 東津軽郡を管轄する青森県の保健所
- 保健センター
  - 青森市総合福祉センター
  - 浪岡総合保健福祉センター

### 郵便

#### 郵便局
直営郵便局
| - 青森青柳郵便局（84199） - 青森駅前郵便局（84289） - 青森大野郵便局（84231） - 青森沖館郵便局（84116） - 青森合浦郵便局（84146） - 青森金沢郵便局（84268） - 青森県庁内郵便局（84253） - 青森幸畑郵便局（84265） - 青森小柳郵便局（84271） - 青森栄町郵便局（84082） - 青森三内郵便局（84261） - 青森新町郵便局（84067） - 青森千刈郵便局（84235） - 青森千富郵便局（84257） - 青森高田郵便局（84172） - 青森中央郵便局〔集配局〕（84001） - 青森佃郵便局（84238） - 青森造道郵便局（84254） - 青森筒井郵便局（84229） - 青森戸山郵便局（84279） - 青森長島郵便局（84207） - 青森中筒井郵便局（84281） - 青森浪館郵便局（84266） | - 青森西郵便局〔集配局〕（84283） - 青森西滝郵便局（84277） - 青森橋本郵便局（84085） - 青森浜田郵便局（84275） - 青森古川一郵便局（84164） - 青森古川三郵便局（84105） - 青森本町郵便局（84072） - 青森松森郵便局（84250） - 青森港町郵便局（84127） - 浅虫郵便局（84050） - 油川郵便局（84057） - 荒川郵便局（84045） - 後潟郵便局（84012） - 奥内郵便局（84161） - 久栗坂郵便局（84114） - 大釈迦郵便局（84028） - 樽沢郵便局（84152） - 津軽新城郵便局（84115） - 浪岡郵便局〔集配局〕（84018） - 浪岡本郷郵便局（84240） - 野内郵便局（84096） - 原別郵便局（84213） - 横内郵便局（84195） |

簡易郵便局
- 青森問屋町簡易郵便局（84773）
- 青森南簡易郵便局（84738）
- 青森流通団地内簡易郵便局（84794）
- 桜川簡易郵便局（84783）
- サンロード青森内簡易郵便局（84787）
- 松丘簡易郵便局（84776）

### 文化施設
- 文化施設
  - ホール

青森市文化会館

    - 青森市文化会館（リンクステーションホール青森）
    - 青森市民ホール（リンクモア平安閣市民ホール）

  - 図書館
    - 青森県立図書館 - 青森県近代文学館を併設
    - 青森市民図書館

  - 青森市中央市民センター
- 劇団
  - 弘前劇場
  - 渡辺源四郎商店
- 催事
  - ゆきのまち幻想文学賞
  - 津軽三味線日本一決定戦
  - あおもり国際版画トリエンナーレ

### 運動施設
- スポーツ施設
  - 新青森県総合運動公園
    - 総合体育館（マエダアリーナ）

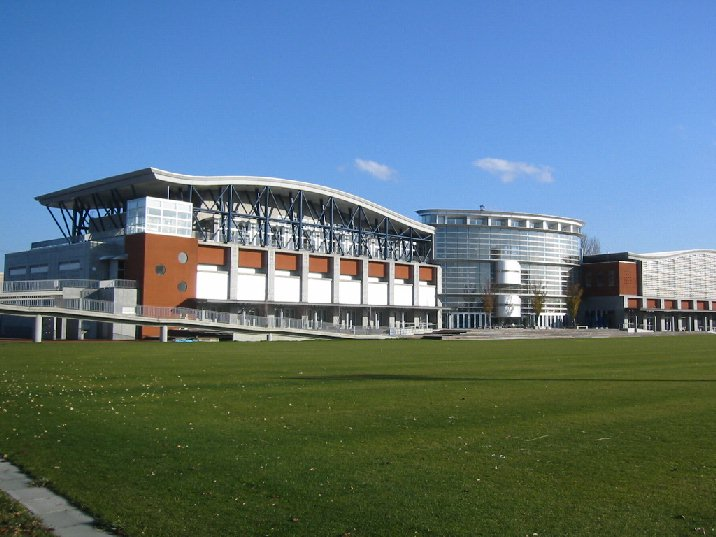
青森市スポーツ会館

    - 陸上競技場（カクヒログループアスレチックスタジアム）

  - 青森県総合運動公園 - 日本の歴史公園100選（遺跡区域）。三内丸山遺跡・青森県立美術館が所在。
    - 青森県総合運動公園陸上競技場
    - 青森県営野球場

  - 青森市スポーツ広場（大進建設スポーツ広場）
  - 青森市スポーツ会館（オカでんアリーナ）[29]
  - 青森市総合体育館（カクヒログループスーパーアリーナ）[30][注釈 1]
  - 青森市民室内プール
  - 青森市営野球場（合浦公園スタジアム、ダイシンベースボールスタジアム）
  - 青森県営スケート場（盛運輸アリーナ）
  - 青森市屋内グラウンド（盛運輸サンドーム）
- スポーツチーム
  - 青森ワッツ（バスケットボール）
  - ラインメール青森FC（サッカー）
  - チーム青森（カーリング）
- 催事
  - 全国高等学校カーリング選手権大会
  - AOMORIマラソン大会
  - 青函カップヨットレース
  - 青森県民駅伝競走大会（9月第1日曜日）

## 対外関係

### 姉妹都市･提携都市

#### 国内
- 函館市（北海道 渡島総合振興局）
1989年（平成元年）3月13日 - ツインシティ（双子都市）提携。文化、スポーツ、観光、経済などの交流
- 屋久島町（鹿児島県 熊毛郡）
2000年（平成12年）8月5日 - 浪岡町・上屋久町、友好盟約を締結。教育、文化、経済などの交流
2010年（平成22年）1月8日 - 青森市・屋久島町、友好盟約を締結。
- 春日井市（愛知県）
2012年（平成24年）10月10日 - 災害時応援協定締結。
- 中野区（東京都）
2014年（平成26年）4月9日 - 交流連携協定締結。

#### 海外
- ケチケメート市（ハンガリー共和国 バーチ・キシュクン県）
  - 1994年（平成6年）8月4日 「教育・文化の友好交流に関する協定」を締結
- 平澤市（大韓民国 京畿道）
  - 1994年（平成6年）11月18日 松炭市と「教育・文化等の友好交流に関する協定」を締結
  - 1995年（平成7年）8月28日 松炭市を統合した平澤市と改めて「教育・文化等の友好交流に関する協定」を締結
- 大連市（中華人民共和国 遼寧省）
  - 2004年（平成16年）12月24日 「青森市・大連市経済文化交流委員会設置に関する協定」を締結
- 新竹県（中華民国 台湾省）
  - 2014年（平成26年）10月17日 「友好交流に関する協定」を締結

### 多都市間交流

#### 国内
- 日本海峡フォーラム - 函館市、下関市、北九州市
- 縄文都市連絡協議会・縄文シティサミット

#### 国際
- 世界冬の都市市長会（旧・北方都市会議） - 1992年にカナダのモントリオールで開催された第5回会議から正式参加

## 経済
- 市内総生産：1兆129億6000万円（平成18年度市民経済計算）
  - 第一次産業：99億2800万円、第二次産業：1086億1600万円、第三次産業：9341億3400万円
- 就業人口：14万2993人（平成17年国勢調査）
  - 第一次産業：5724人（4.0%）、第二次産業：2万3147人（16.2%）、第三次産業：11万1754人（78.2%）

### 農業
リンゴ
特に浪岡地区で生産が盛んで、市町村別出荷量は全国第3位（平成17年）となっている。
カシス（クロスグリ）
国内生産量の90パーセントを占める。青森市の気候に適した作物として特産品化が進められている。

### 工業
青森県指定伝統工芸品
青森市内で指定されている物（2012年6月27日現在）
- 善知鳥彫ダルマ
- ねぶたハネト人形
- 津軽びいどろ
- 津軽裂織
- こぎん刺し
- 錦石

### 商業
主な商業施設
- 百貨店
  - さくら野百貨店青森店
  - THREE（旧中三青森本店）

- 寄合百貨店・複合ビル
  - アウガ
  - ラビナ、アンドラビナ - 青森駅ビル
  - クロスタワー ア・ベイ

- 総合スーパー
  - イトーヨーカドー青森店

- ショッピングセンター
  - イオンタウン青森浜田
  - イオンタウン青森東
  - イオンタウン浪岡
  - ガーラタウン・アオモリウエストモール
  - サンロード青森
  - ドリームタウンアリー
  - 東青森ステーションショッピングセンター
  - ラ・セラ三内ショッピングセンター
  - ラ・セラ東バイパスショッピングセンター

- 仲卸
  - 協同組合青森総合卸センター

その他の商業施設
- さとちょう 浪岡店
- さとちょう 青森富田店

### 金融機関
- 青森みちのく銀行
- 青森県信用組合
- 青森県信用農業協同組合連合会
- 青森農業協同組合

支店を置く金融機関
| - 日本銀行 - みずほ銀行 - 秋田銀行 - 岩手銀行 - 七十七銀行 - 北日本銀行 | - 商工組合中央金庫 - 青い森信用金庫 - ウリ信用組合 - あすか信用組合 - 東北労働金庫 | - 農林中央金庫 - ゆうちょ銀行 - 日本政策金融公庫 - 東日本信用漁業協同組合連合会 |

### 通信
マスメディア
| - 新聞 - 東奥日報社 - 「東奥日報」 - 日刊青森建設工業新聞社 - 「日刊青森建設工業新聞」 - 建通新聞社 - 「日刊建設青森」 - 雑誌 - 青森地域社会研究所 - 「れぢおん青森」 - 企画集団ぷりずむ - 「あおもり草子」、「ゆきのまち通信」 - 北の街社 - 「北の街」 - グラフ青森 - 「グラフ青森」 - 財界あおもり - 「財界あおもり」 - フィーラーステーション - 「ふい〜らあ」（FEELER） - 放送 - NHK青森放送局 - 青森放送（RAB） - 青森テレビ（ATV） - 青森朝日放送（ABA） - エフエム青森（AFB） - ケーブルテレビ - 青森ケーブルテレビ（ACT） - ミニFM局 - あおもりアートエフエム - 東北6県の県庁所在地では、唯一コミュニティFM局が置かれてない。 | 支社・支局を置くマスメディア - 新聞 - 陸奥新報社青森支社 - デーリー東北新聞社青森支社 - 河北新報青森総局 - 建設新聞社青森支局 - 朝日新聞社青森総局 - 毎日新聞社青森支局 - 読売新聞東京本社青森支局 - 産経新聞青森支局 - 日本経済新聞社青森支局 - 通信 - 共同通信社青森支局 - 時事通信社青森支局 - 放送 - フジテレビ青森支局 |

## 教育

### 大学
- 公立大学
  - 青森県立保健大学 - 設置者：公立大学法人青森県立保健大学（法人の設立団体：青森県）
  - 青森公立大学 - 設置者：公立大学法人青森公立大学（法人の設立団体：青森市）
- 私立大学
  - 学校法人青森山田学園 青森大学
  - 学校法人青森田中学園 青森中央学院大学
- 私立短期大学
  - 学校法人青森田中学園 青森中央短期大学
  - 学校法人明の星学園 青森明の星短期大学
- その他の大学の施設
  - 東北大学大学院生命科学研究科附属浅虫海洋生物学教育研究センター
  - 東北大学学術資源研究公開センター植物園八甲田山分園
  - 弘前大学北日本新エネルギー研究所
  - 弘前大学食料科学研究所

学校法人青森山田学園青森短期大学は平成25年3月に閉校。

### 高等学校
県立
| - 青森高等学校 - 青森西高等学校 - 青森東高等学校 - 青森北高等学校 | - 青森南高等学校 - 青森中央高等学校 - 浪岡高等学校 | - 青森工業高等学校 - 青森商業高等学校 - 北斗高等学校 |

※以下は廃校。
- 青森戸山高等学校（2013年・青森東高等学校へ統合）

私立
- 学校法人東奥学園 東奥学園高等学校
- 学校法人青森山田学園 青森山田高等学校
- 学校法人明の星学園 青森明の星高等学校

### 中学校
市立：19校（五十音順）
| - 油川中学校 - 荒川中学校 - 浦町中学校 - 沖館中学校 - 北中学校 - 甲田中学校 - 三内中学校 | - 新城中学校 - 佃中学校 - 造道中学校 - 筒井中学校 - 戸山中学校 - 浪打中学校 | - 浪岡中学校 - 西中学校 - 東中学校 - 古川中学校 - 南中学校 - 横内中学校 |

※以下は廃校。
- 高田中学校（2011年・荒川中学校へ統合）
- 浅虫中学校（2015年・東中学校へ統合）

私立
- 学校法人青森山田学園 青森山田中学校
- 学校法人明の星学園 青森明の星中学校

### 小学校
市立：45校（五十音順）
| - 油川小学校 - 荒川小学校 - 泉川小学校 - 浦町小学校 - 大野小学校 - 沖館小学校 - 合浦小学校 - 金沢小学校 - 北小学校 - 小柳小学校 - 甲田小学校 - 幸畑小学校 - 三内小学校 - 三内西小学校 - 篠田小学校 | - 新城小学校 - 新城中央小学校 - 千刈小学校 - 高田小学校 - 莨町小学校 - 佃小学校 - 造道小学校 - 筒井小学校 - 筒井南小学校 - 堤小学校 - 東陽小学校 - 戸山西小学校 - 長島小学校 - 浪打小学校 | - 浪岡北小学校 - 浪岡野沢小学校 - 浪岡南小学校 - 浪館小学校 - 野内小学校 - 橋本小学校 - 浜田小学校 - 浜館小学校 - 原別小学校 - 古川小学校 - 本郷小学校 - 女鹿沢小学校 - 横内小学校 |

※以下は廃校。
- 鶴ヶ坂小学校（2009年・新城中央小学校へ統合）
- 戸門小学校（同上）
- 孫内小学校（同上）
- 金浜小学校（2010年・荒川小学校へ統合）
- 栄山小学校（2012年・泉川小学校へ統合）
- 野沢小学校（2012年・荒川小学校へ統合）
- 浅虫小学校（2013年・東陽小学校へ統合）
- 久栗坂小学校（2014年・原別小学校へ統合）
- 後潟小学校（2020年・北小学校を統合新設)
- 奥内小学校（同上)
- 西田沢小学校（同上)
- 大栄小学校（2022年・浪岡北小学校へ統合)

### 幼稚園
私立
| - 学校法人青森山田学園 呉竹幼稚園 - 学校法人青森山田学園 螢ヶ丘幼稚園 - 学校法人藤学園 青森藤幼稚園 - 学校法人青森田中学園 青森中央短期大学附属第一幼稚園 - 学校法人青森田中学園 青森中央短期大学附属第二幼稚園 - 学校法人青森田中学園 青森中央短期大学附属第三幼稚園 - 学校法人明の星学園 青森明の星短期大学付属幼稚園 - 学校法人東奥学園 東奥幼稚園 - 学校法人青森幼稚園 青森幼稚園 - 学校法人青森幼稚園 第二青森幼稚園 - 学校法人油川幼稚園 油川幼稚園 - 学校法人源内幼稚園 源内幼稚園 - 学校法人青森うとう学園 青森第一うとう幼稚園 - 学校法人青森西学園 青森西幼稚園 - 学校法人青森白ゆり学園 白ゆり幼稚園 | - 学校法人杉の子学園 すぎのこ幼稚園 - 学校法人杉の子学園 第二すぎのこ幼稚園 - 学校法人赤平学園 たんぽぽ幼稚園 - 学校法人公徳学園 第一南幼稚園 - 学校法人三ツ葉学園 甲田幼稚園 - 学校法人三宝学園 あすなろ幼稚園 - 学校法人青森愛育学園 愛育幼稚園 - 学校法人五十嵐学園 筒井りんご幼稚園 - 学校法人田辺学園 松森幼稚園 - 学校法人聖公会栄光学園 聖マリア幼稚園 - 学校法人聖公会栄光学園 聖アルバン幼稚園 - 学校法人聖公会栄光学園 聖ヤコブ幼稚園 - 学校法人大谷学園 青森大谷幼稚園 - 学校法人東北カトリック学園 浪打カトリック幼稚園 - 宗教法人青森バプテスト教会 王恵幼稚園 - 学校法人映徳学園 映徳学園大谷幼稚園 |

### 特別支援学校
- 青森県立盲学校
- 青森県立青森聾学校
- 青森県立青森第一養護学校
- 青森県立青森第二養護学校
- 青森県立青森若葉養護学校
- 青森県立青森第一高等養護学校
- 青森県立青森第二高等養護学校
- 青森県立浪岡養護学校

### 専修学校・各種学校
専修学校（私立：11校）
| - 学校法人青森田中学園 青森中央文化専門学校 - 学校法人青森田中学園 青森中央経理専門学校 - 学校法人東奥学園 東奥保育・福祉専門学院 - 学校法人ケーエム学院 ケーエム洋裁専門学校 - 学校法人ケーエム学院 青森調理師学校 | - 学校法人三和会 青森歯科技工士専門学校 - 学校法人三和会 青森歯科衛生士専門学校 - 学校法人木浪学園 ヘアーアートカレッジ木浪学園 - 青森編物専門学校 - 青森ビジネス専門学校 - 青森市医師会立青森准看護学院 |

各種学校（私立：1校）
- 青森タイピスト養成所

### 学校教育以外の施設
- 青森市立高等看護学院
- 青森県警察学校
- 青森県消防学校

職業能力開発施設
- 公共職業能力開発施設
  - 独立行政法人高齢・障害・求職者雇用支援機構青森支部青森職業能力開発促進センター
  - 青森県立青森高等技術専門校 - 職業能力開発校
- 認定職業能力開発施設
  - 青森職業能力開発校
  - 浪岡共同高等職業訓練校
  - あおもりコンピュータ・カレッジ - 情報処理技能者養成施設

## 交通

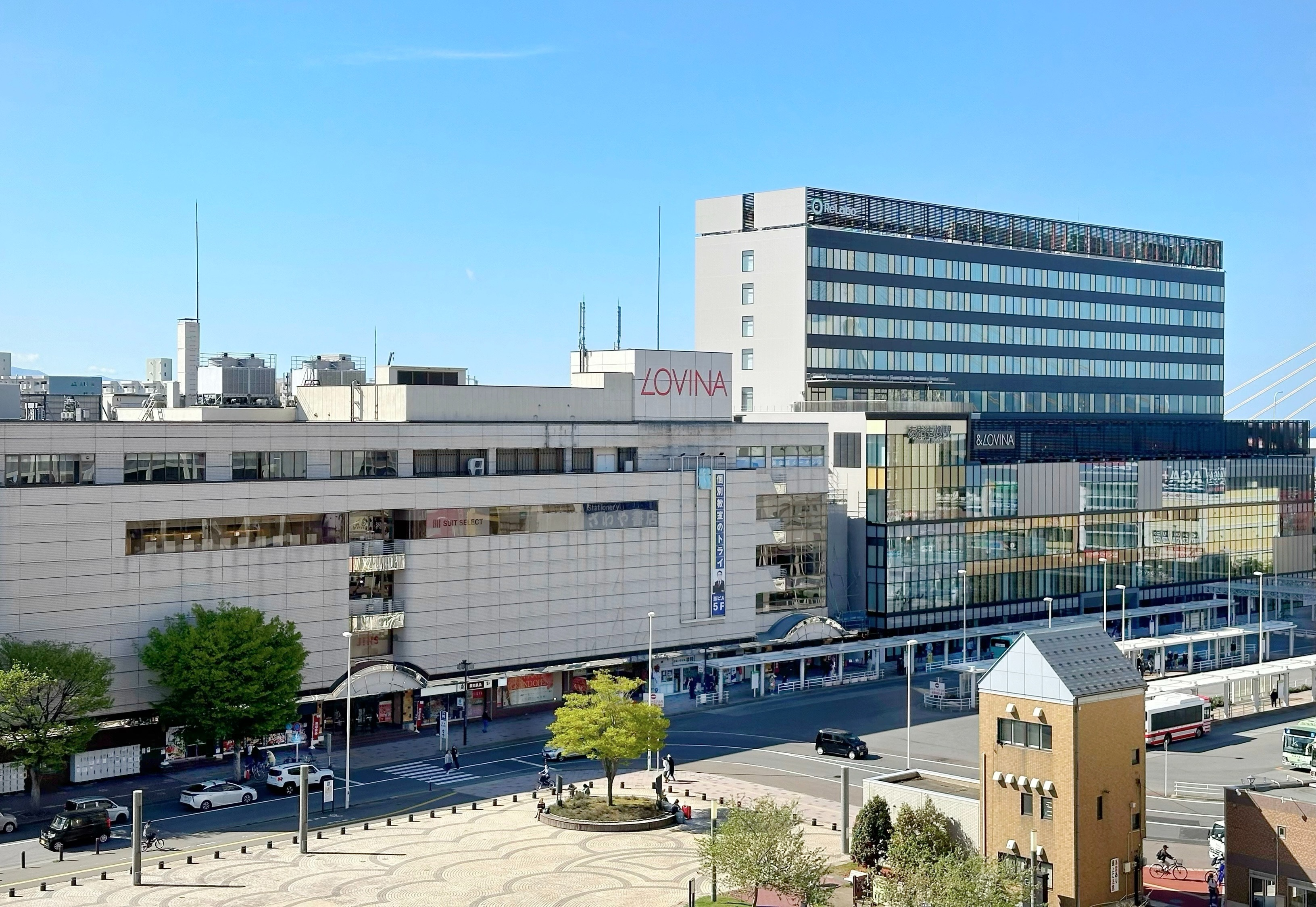
青森駅

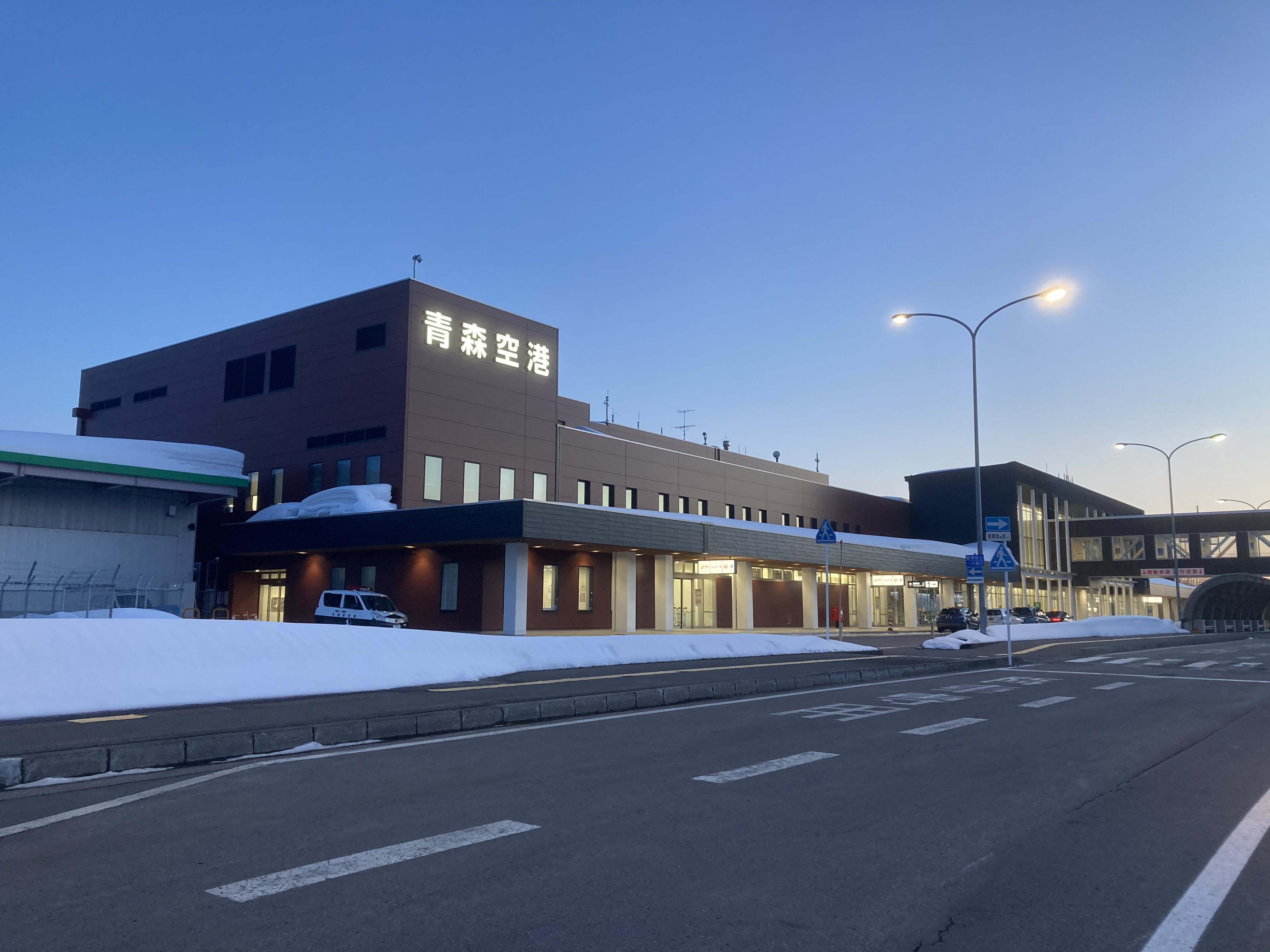
青森空港

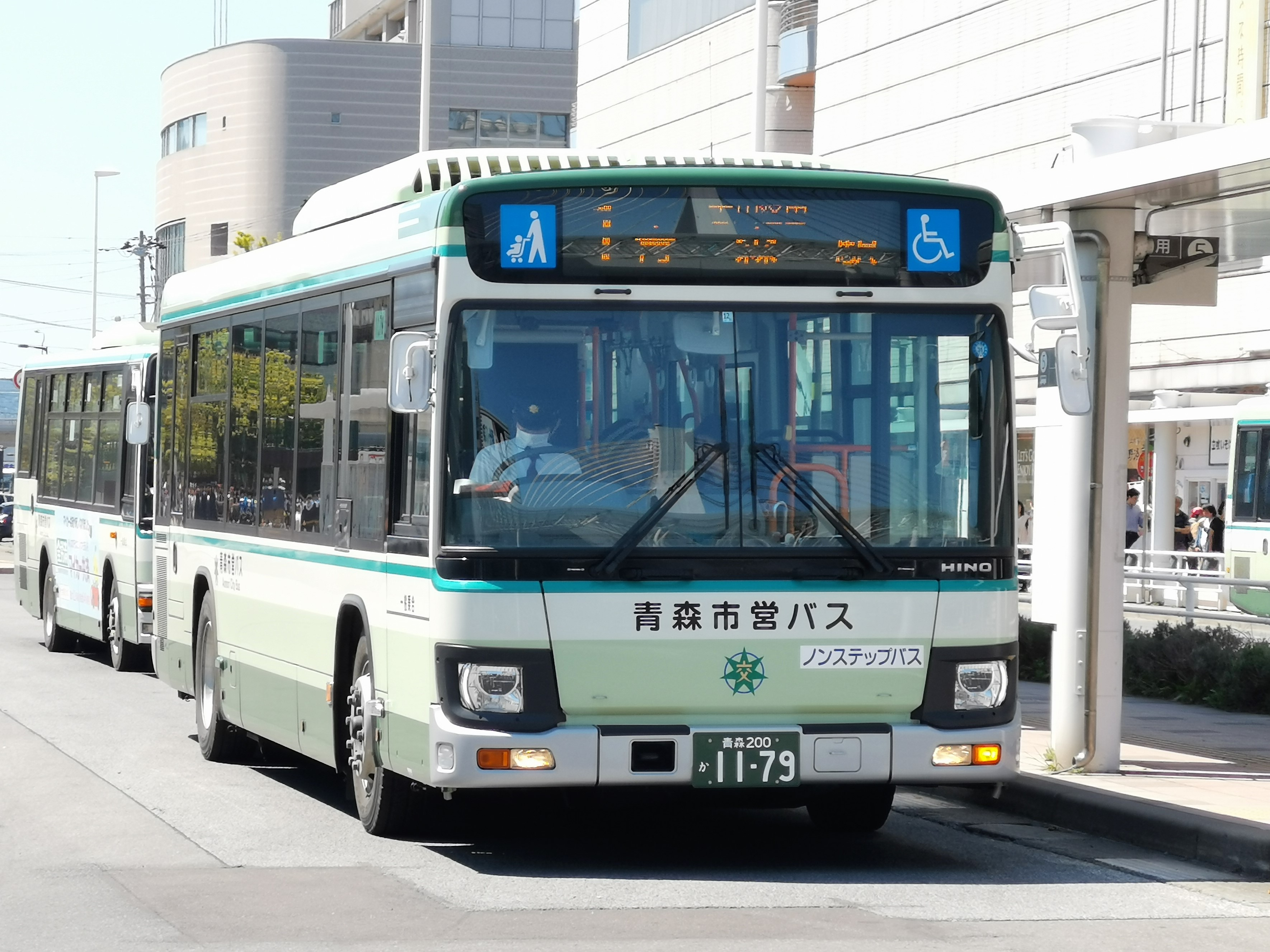
青森市営バス

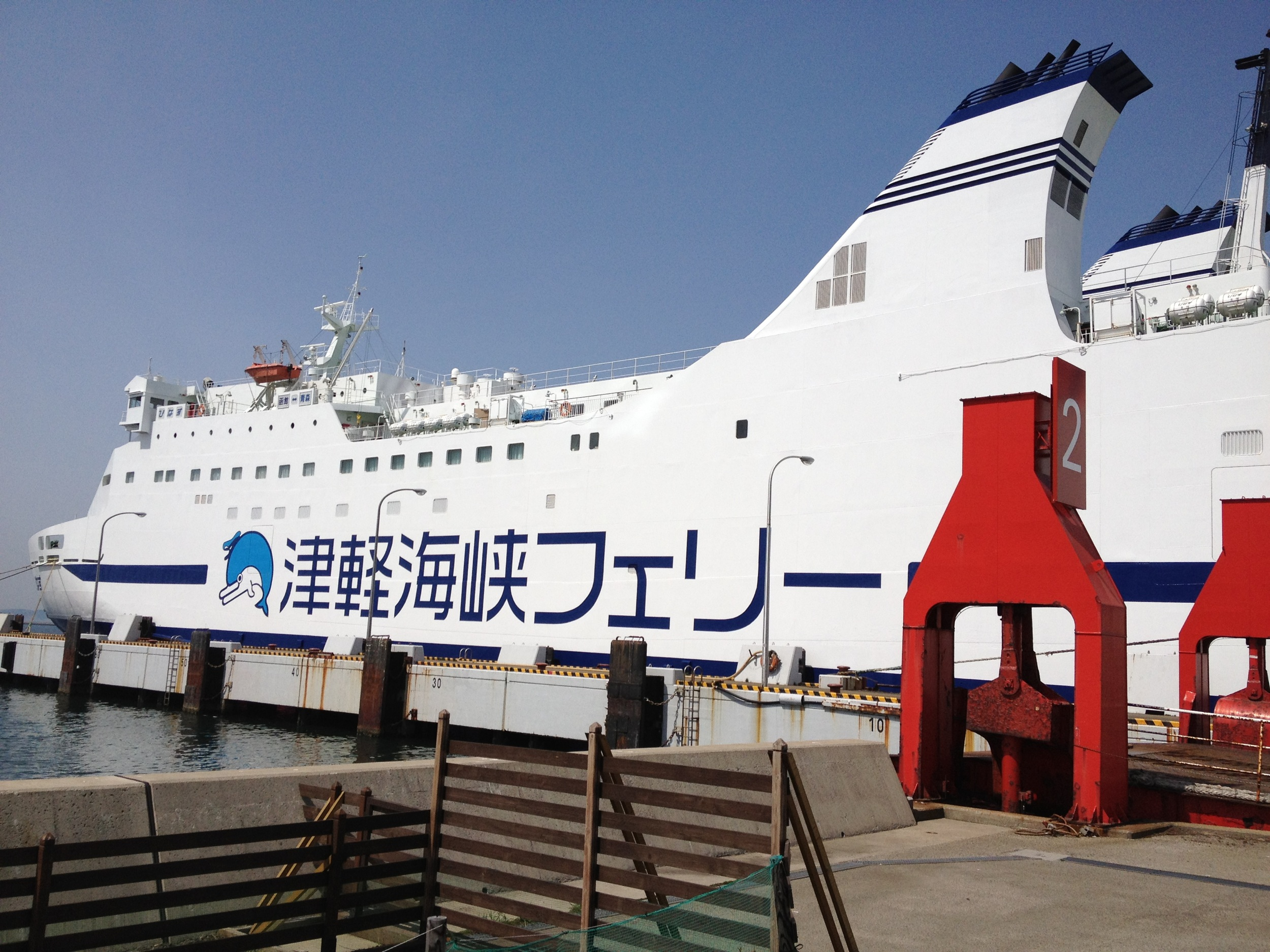
津軽海峡フェリー

青森市は東北以北の県道庁所在地で唯一、市内にフル規格新幹線、空港、高速道路、港が揃う都市であり、北日本における交通の要衝となっている。

### 空港

青森空港

- 青森空港

国内線
| 航空会社                        | 就航地                                 |
| ------------------------------- | -------------------------------------- |
| 日本航空（JAL）                 | 新千歳空港、東京国際空港、大阪国際空港 |
| 全日本空輸（ANA）               | 新千歳空港、大阪国際空港               |
| フジドリームエアラインズ（FDA） | 名古屋空港、神戸空港                   |

国際線
| 航空会社         | 就航地                         |
| ---------------- | ------------------------------ |
| 大韓航空（KE）   | 韓国・仁川国際空港（ソウル）   |
| エバー航空（BK） | 台湾・台湾桃園国際空港（台北） |

### 鉄道・索道
- 中心となる駅：青森駅、新青森駅
- 路線
  - 東日本旅客鉄道
    - 東北新幹線：新青森駅

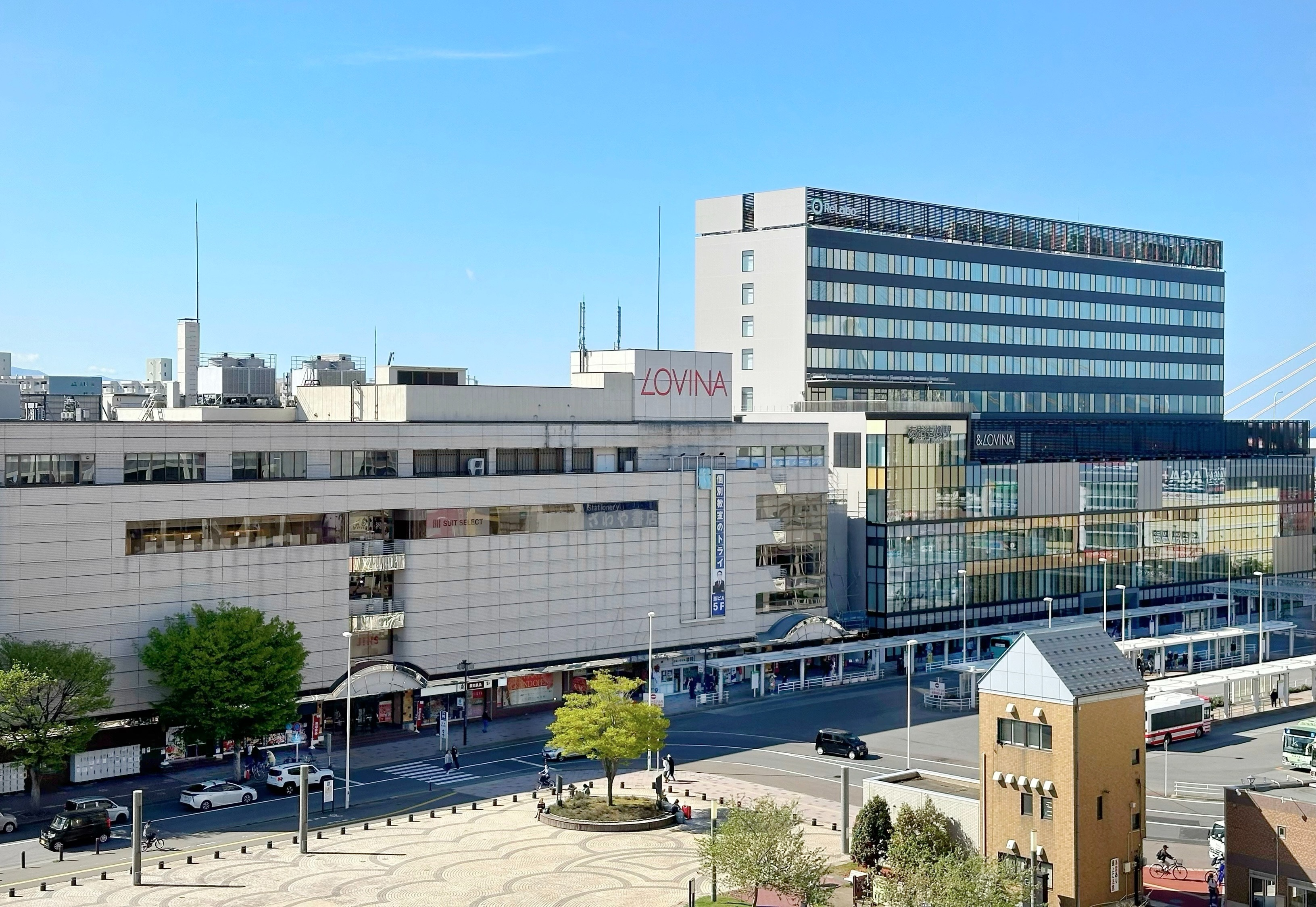
青森駅

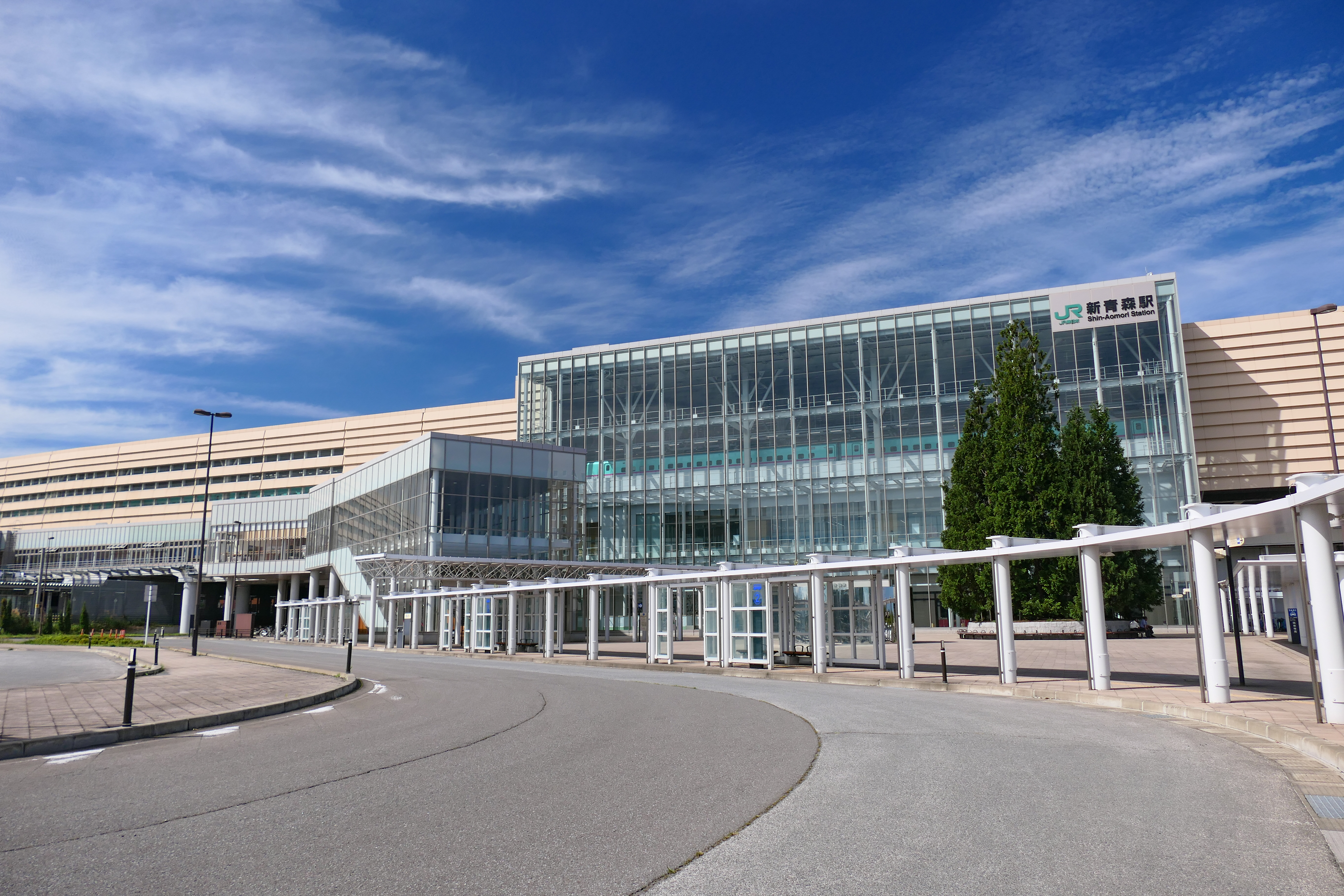
新青森駅

    - 奥羽本線：浪岡駅 - 大釈迦駅 - 鶴ケ坂駅 - 津軽新城駅 - 新青森駅 - 青森駅
    - 津軽線：青森駅 - 油川駅 - 津軽宮田駅 - 奥内駅 - 左堰駅 - 後潟駅 - 中沢駅

  - 青い森鉄道
    - 青い森鉄道線：浅虫温泉駅 - 野内駅 - 矢田前駅 - 小柳駅 - 東青森駅 - 筒井駅 - 青森駅
      - 2010年12月4日の東北新幹線の全線開通にともない東北本線から移行。

  - 北海道旅客鉄道
    - 北海道新幹線：新青森駅

  - 八甲田ロープウェー：山麓駅 - 山頂公園駅

### 道路

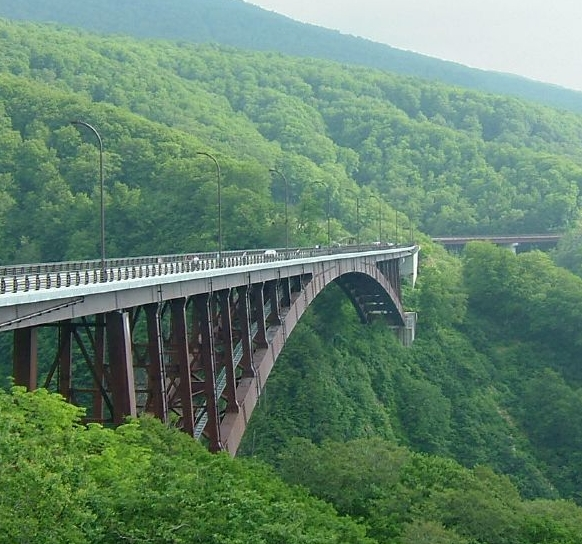
城ヶ倉大橋

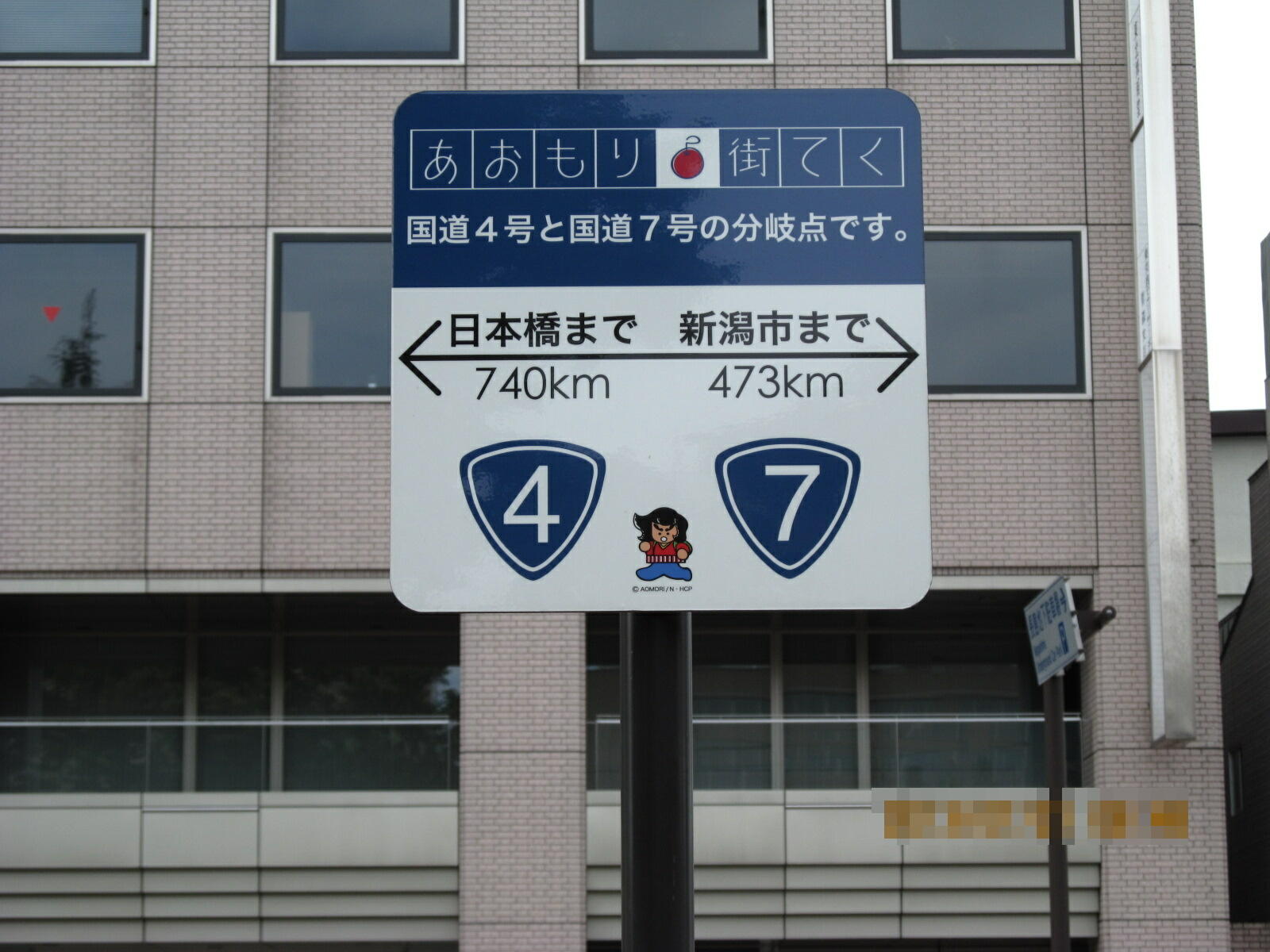
国道4号と国道7号の分岐点

- 高速道路
  - 高速自動車国道
    - E4 東北自動車道
    - 浪岡IC - 青森IC
    - E4A 青森自動車道
    - 青森中央IC - 青森東IC

  - 一般国道の自動車専用道路
    - E64 津軽自動車道

- 一般有料道路
  - E4A みちのく有料道路
  - 青森空港有料道路
- 一般国道
  - 国道4号
  - 国道7号
  - 国道101号
  - 国道103号
  - 国道280号
  - 国道394号

- 主要地方道
  - 青森県道2号屏風山内真部線
  - 青森県道13号大鰐浪岡線
  - 青森県道16号青森停車場線
  - 青森県道18号青森港線
  - 青森県道26号青森五所川原線
  - 青森県道27号青森浪岡線
  - 青森県道34号五所川原浪岡線
  - 青森県道40号青森田代十和田線
  - 青森県道44号青森環状野内線
  - 青森県道47号青森東インター線
- 一般県道
  - 青森県道120号荒川青森停車場線
  - 青森県道122号酸ケ湯高田線
  - 青森県道123号清水川滝沢野内線
  - 青森県道124号駒込筒井線
  - 青森県道146号浪岡北中野黒石線
  - 青森県道147号増館堂野前線
  - 青森県道203号常海橋銀線
  - 青森県道229号津軽新城停車場線
  - 青森県道231号大釈迦停車場線
  - 青森県道234号津軽新城停車場油川線
  - 青森県道235号浪岡停車場線
  - 青森県道242号後平青森線
  - 青森県道247号鶴ケ坂千刈線
  - 青森県道256号青森十和田湖自転車道線
  - 青森県道257号後平馬屋尻線
  - 青森県道259号久栗坂造道線
  - 青森県道269号増田浅虫線
  - 青森県道285号浪岡藤崎線
- 市道 - 5,916路線、実延長：1,794,250m（平成20年4月1日現在）

### バス
- 高速バス

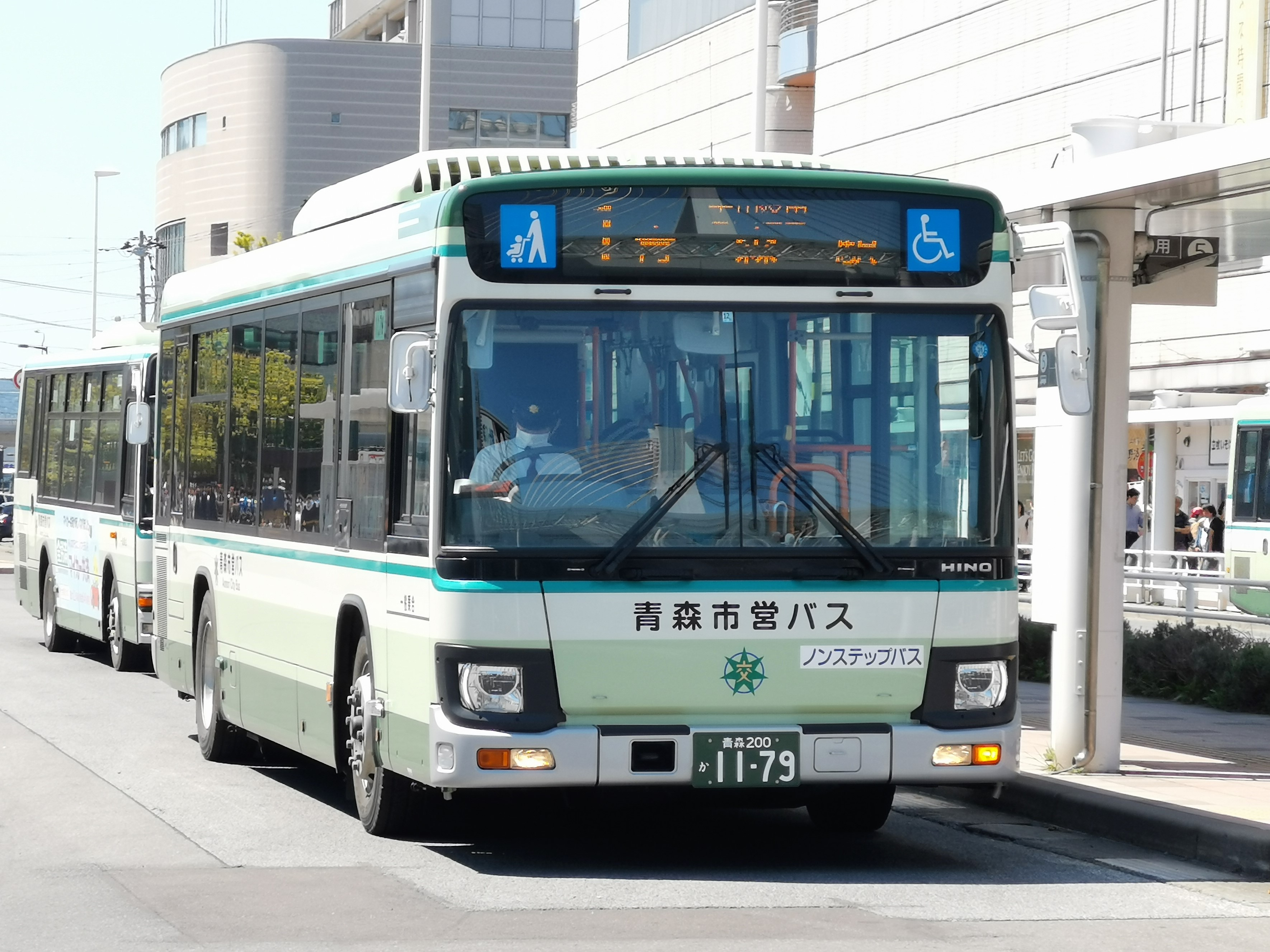
青森市営バス

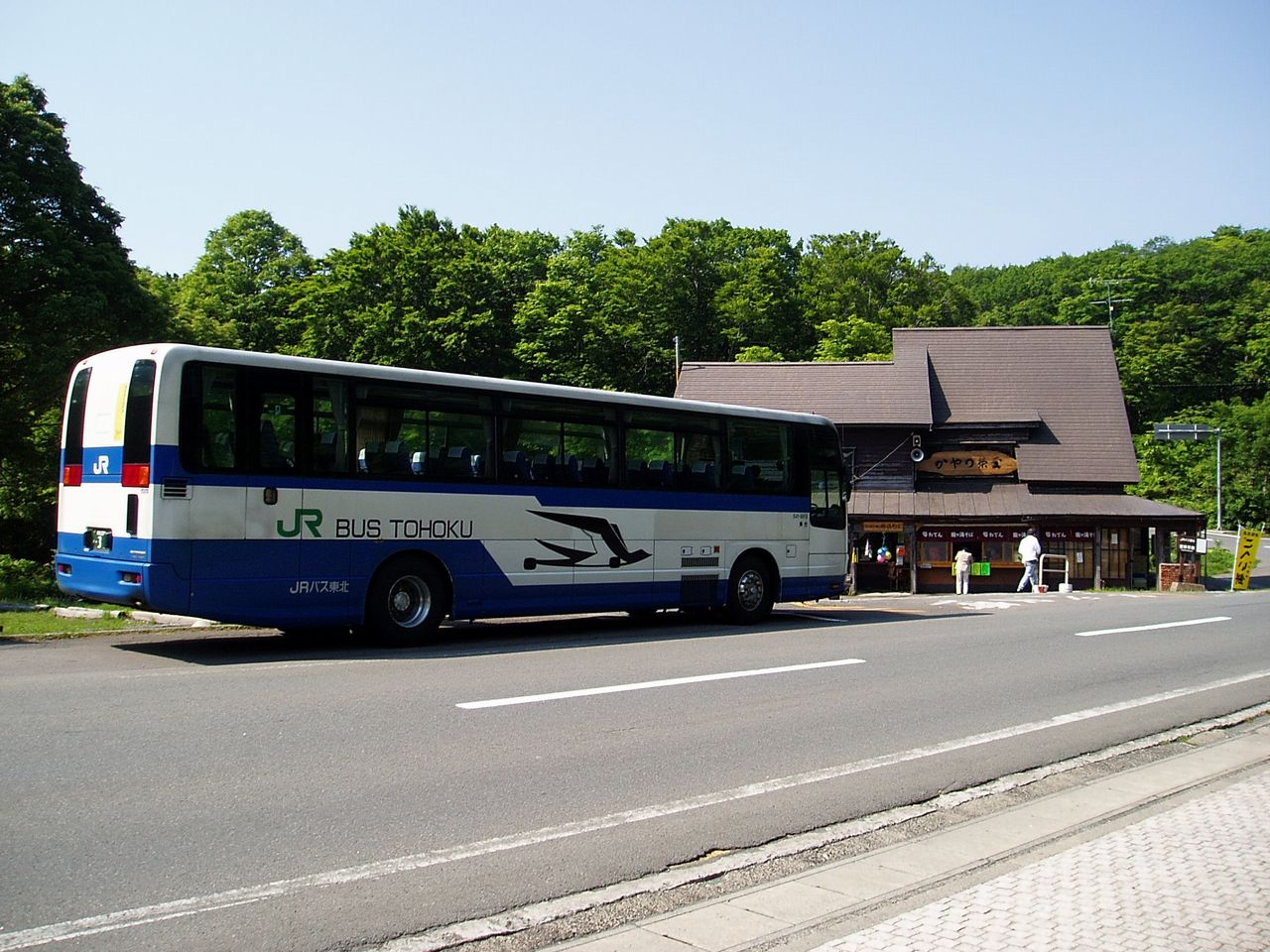
JRバス東北

  - ドリーム青森／盛岡・東京号（JRバス東北）・ノクターン・ネオ号（弘南バス）
    - 青森駅 - 東京駅

  - パンダ号（弘南バス）
    - 青森駅・弘前バスターミナル - 上野駅

  - ブルーシティ号（弘南バス・十和田観光電鉄・宮城交通）
    - 青森駅・羽黒平・牡丹平 - 仙台駅

  - あすなろ号（弘南バス・岩手県北バス）
    - 青森駅・柳町通り・青森大野 - 羽黒平 - 牡丹平 - 碇ヶ関 - 小坂 - 花輪 - 盛岡駅
- 路線バス
  - 青森市営バス
  - 弘南バス
  - 十和田観光電鉄
  - 下北交通
  - JRバス東北

### 船舶
- 港湾
  - 青森港：重要港湾
- 航路
  - 青函航路：青森港 - 函館港

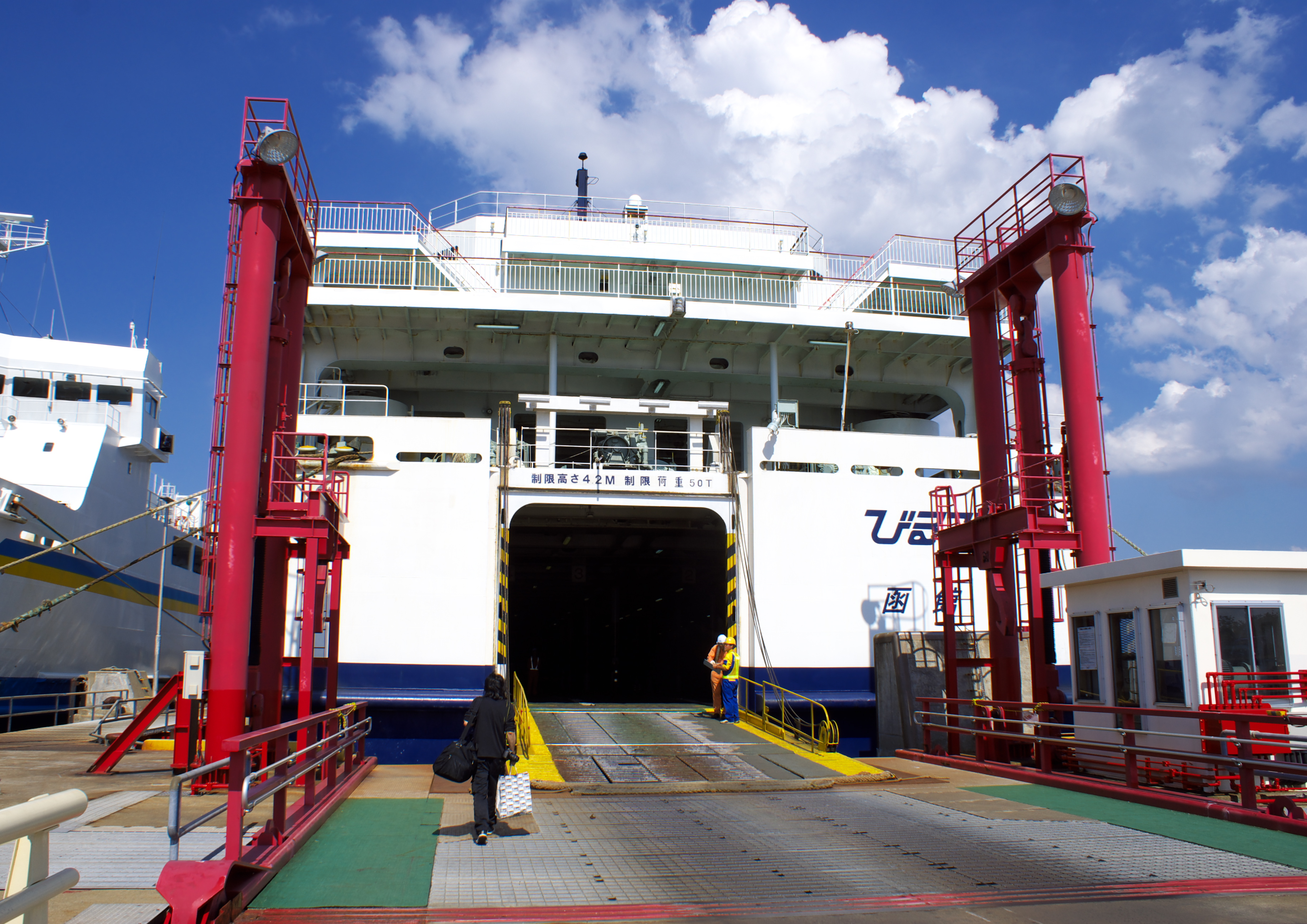
津軽海峡フェリー

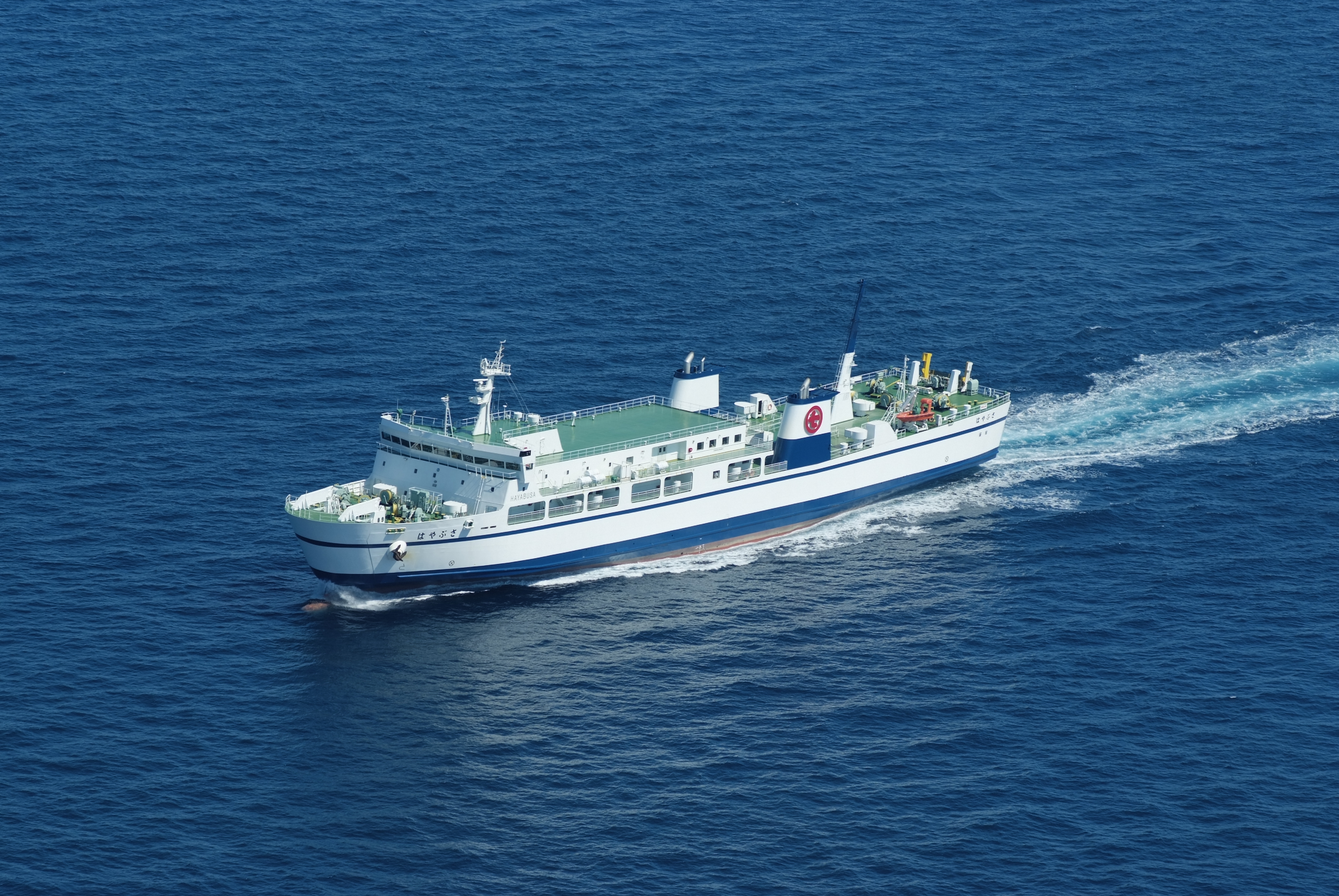
青函フェリー

    - 津軽海峡フェリー（旧・道南自動車フェリー）
    - 青函フェリー（北日本海運・共栄運輸）

  - 青森佐井航路
    - シィライン：青森 - 脇野沢 - 牛滝 - 福浦 - 佐井

## 観光

### 観光情報・交流・物産・道の駅
- 青森県観光物産館アスパム
- 青森市観光交流情報センター

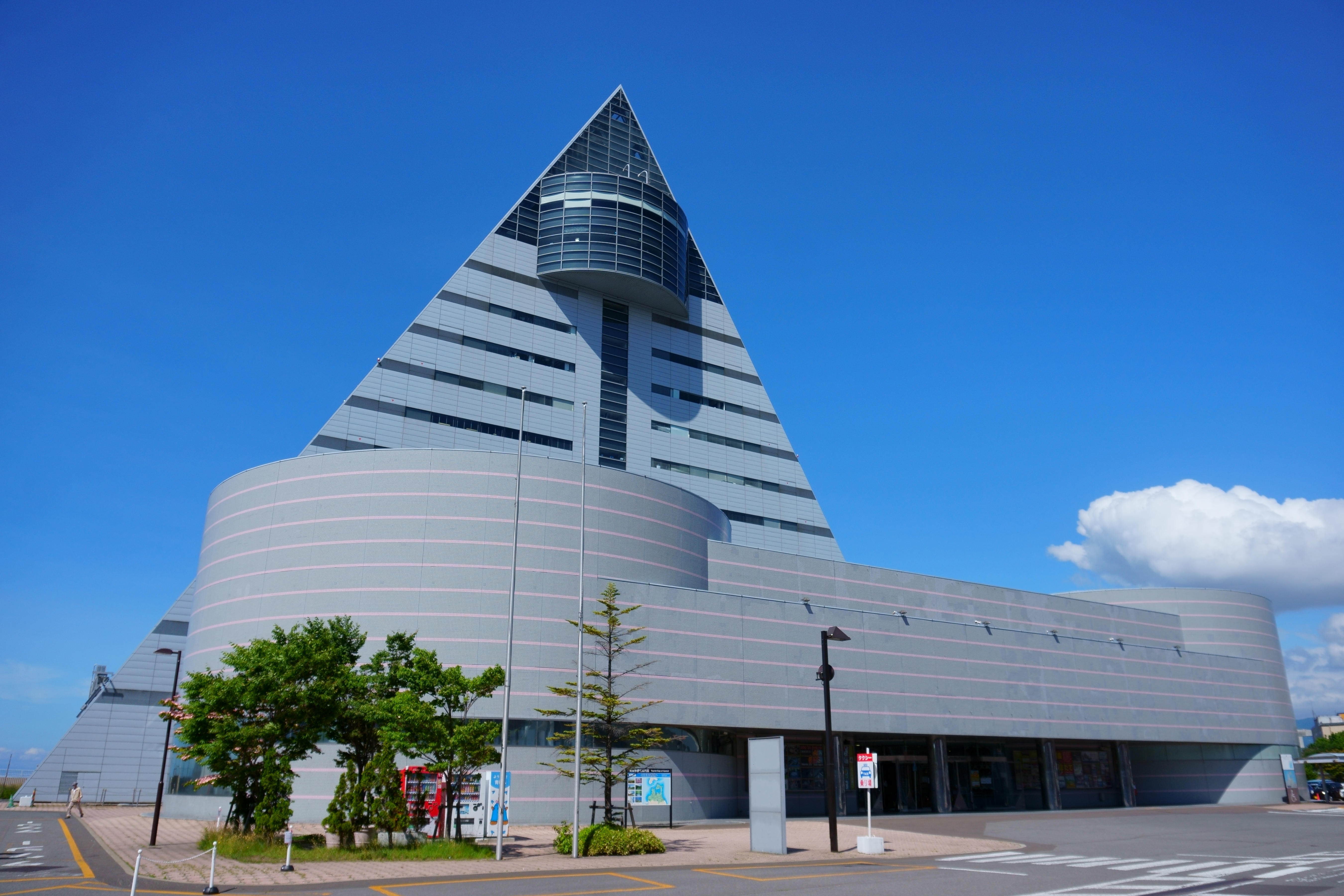
青森県観光物産館アスパム

- 青森市文化観光交流施設 ねぶたの家 ワ・ラッセ
- 青森市浪岡交流センターあぴねす - 浪岡駅に併設
- 市場
  - 活彩市場ぴあ - ミッドライフタワー内
  - 新鮮市場 - アウガ内
  - 古川市場 - 青森魚菜センター、青森公益魚菜市場、青森生鮮食品センターの総称
- A-FACTORY
- 道の駅
  - 道の駅浅虫温泉 ゆ〜さ浅虫
  - 道の駅なみおか アップルヒル

### 自然
- 八甲田山 - 日本百名山
  - 八甲田山湿原群（田代平湿原など） - 日本の重要湿地500
  - 萱野高原、田代高原
  - 地獄沼、極楽沼、横沼、グダリ沼
- 梵珠山 - 県民の森
- 陸奥湾（原別海岸・青森湾東岸） - 日本の重要湿地500
- ハクチョウ（浅虫・久栗坂地域） - 特別天然記念物「小湊のハクチョウおよびその渡来地」
- 田代平湿原植物群落 - 市の天然記念物
- 浅虫生活環境保全林 - 森林浴の森100選
- 馬場山アカマツ巨樹 - 森の巨人たち百選
- 源常林の銀杏 - 市の天然記念物
- 三誉の松 - 市の天然記念物

### 博物館・美術館
- 博物館
  - 青森県立郷土館 - 登録博物館

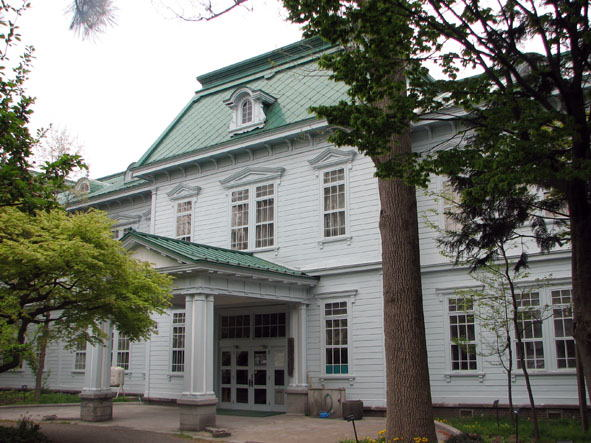
青森市森林博物館

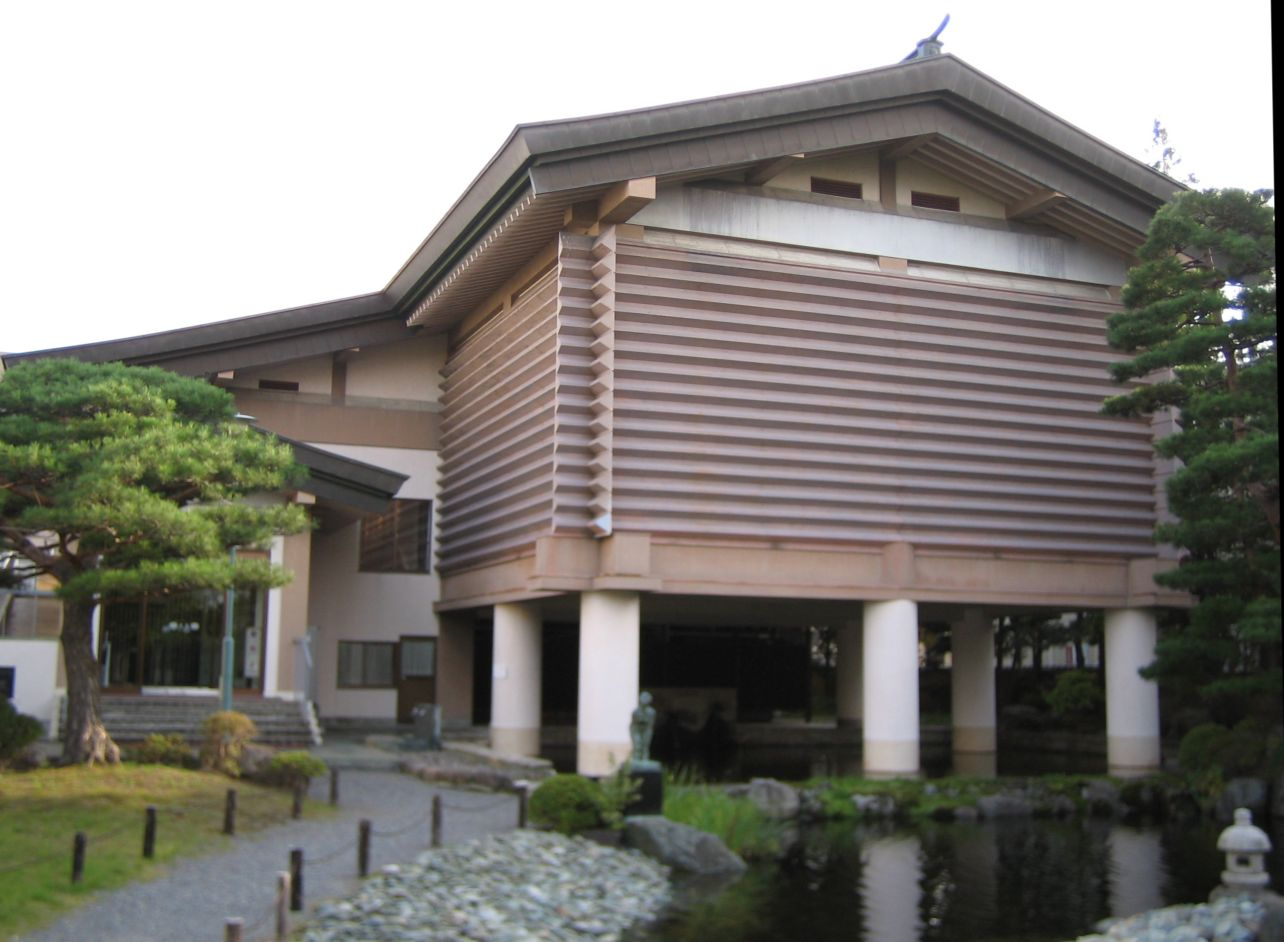
棟方志功記念館

  - 青森県近代文学館 - 青森県立図書館に併設
  - 青森県営浅虫水族館
  - 青森市森林博物館
  - あおもり北のまほろば歴史館
  - 青森市中世の館
  - 青森市八甲田山雪中行軍遭難資料館
  - 縄文時遊館
  - 青函連絡船メモリアルシップ八甲田丸
  - 東北大学植物園八甲田山分園
  - 陸上自衛隊青森駐屯地 防衛館
- 美術館
  - 青森県立美術館 - 博物館相当施設
  - 青森市民美術展示館
  - 青森公立大学国際芸術センター青森
  - 常田健 土蔵のアトリエ美術館
  - 棟方志功記念館

### 歴史・遺跡・社寺・記念碑
- 金光上人の墓
- 伝北畠氏墓所 - 市の史跡
- 旧坪田家住宅 - 県重宝
- 幸畑陸軍墓地 - 市の史跡天然記念物
- 遺跡
  - 三内丸山遺跡 - 特別史跡

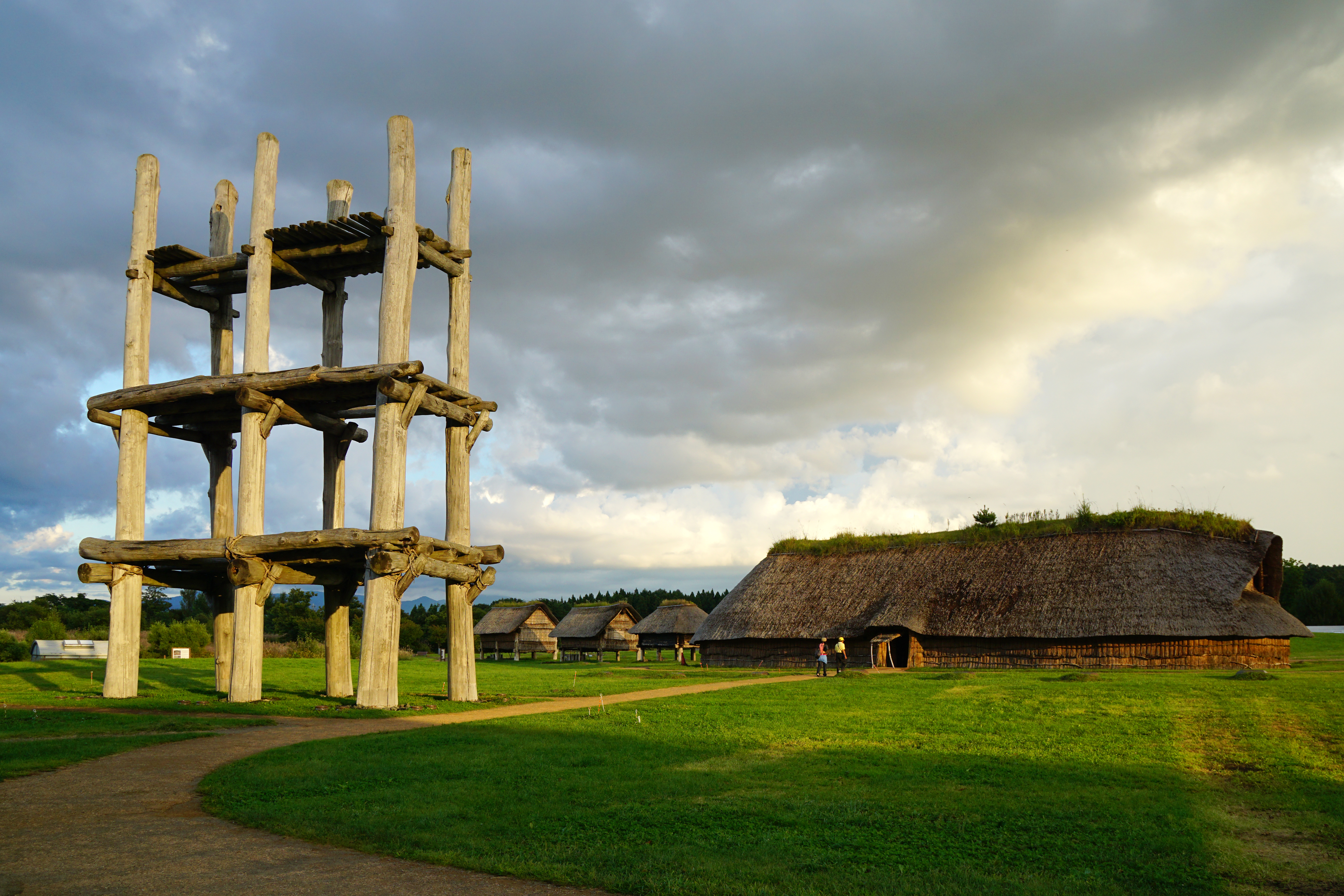
三内丸山遺跡

津軽海峡冬景色歌謡碑

    - 縄文時代前期中葉 - 中期末葉（約5500年 - 4000年前）に繁栄した集落の跡を中心とする遺跡

  - 小牧野遺跡 - 国の史跡
    - 縄文時代後期前半（約4000年前）に構築された環状列石を中心とする遺跡。

  - 高屋敷館遺跡 - 国の史跡
    - 平安時代（10世紀ごろ - 12世紀ごろ）の環壕集落の跡。

  - 伝尻八館跡
    - 安東氏との関係が推定される中世城館跡。

  - 浪岡城跡 - 国の史跡
    - 戦国時代の浪岡北畠氏の居城

  - 横内城跡
  - 油川城跡
  - 高田城跡
- 社寺
  - 善知鳥神社
  - 廣田神社
  - 青龍寺・昭和大仏
  - 蓮華寺
- 記念碑
  - 歩兵第5連隊第二大隊遭難記念碑（八甲田雪中行軍遭難事件） - 市の有形文化財
  - 赤い絲モニュメント
  - 文芸のこみち
  - 津軽海峡冬景色歌謡碑
  - 日本プロ野球初の完全試合達成記念碑
  - 国道の碑

### 公園
- 合浦公園 - 日本の都市公園100選、日本の歴史公園100選

| - 青い海公園 - 青い森公園 - 青い森セントラルパーク | - 浅虫温泉森林公園 - 合子沢記念公園 - 月見野森林公園 - 浪岡湿生花園 | - 野木和公園 - 花岡公園 - 美人川公園 - 平和公園 |

### レクリエーション
| - 青森市浪岡細野山の家 - 青森自然公園ねぶたの里 - 浅虫海づり公園 - 国民保養センター花岡荘 - 八甲田憩いの牧場 - モヤヒルズ | - 海水浴場 - 合浦公園海水浴場 - サンセットビーチあさむし | - スキー場 - 八甲田スキー場 - 八甲田国際スキー場 - モヤヒルズスキー場 |

### 温泉
- 浅虫温泉
- 酸ヶ湯温泉 - 国民保養温泉地

| - 荒川温泉 - 寒水沢温泉 - 城ヶ倉温泉 - 浪岡温泉 - 八甲田温泉 - 深沢温泉 - 古川温泉 - 雲谷高原温泉 | - あすなろ温泉 - 東湯 - 油川温泉 - 石江温泉 - 沖館温泉 - 小畑沢温泉 - かっぱのゆ - グランド温泉 | - こやなぎ温泉 - コロナの湯 - 三内温泉 - 下十川温泉 - 田川温泉 - つくだ温泉 - 造道温泉 - 鶴亀温泉 | - 出町温泉 - 成瀬温泉 - 新田温泉 - 浜館温泉 - 細野相沢温泉 - 雲谷温泉 - 湯ったら温泉 |

### その他
- あおもり海の駅 青森マリーナ
- 青森競輪場
- 青森ベイ・プロムナード
- 八甲田ロープウェー
- 八甲田トンネル - 全長26,455mは陸上複線トンネルとして世界最長[33]
- 三内丸山架道橋 - 支間長150mはコンクリート鉄道橋として、また新幹線橋として日本最長[33]
- 青森ベイブリッジ
- 城ヶ倉大橋 - 支間長255mは上路式鋼アーチ橋として建設時日本最長

## 文化･名物

### 祭事・催事
- 青森冬まつり（2月上旬）

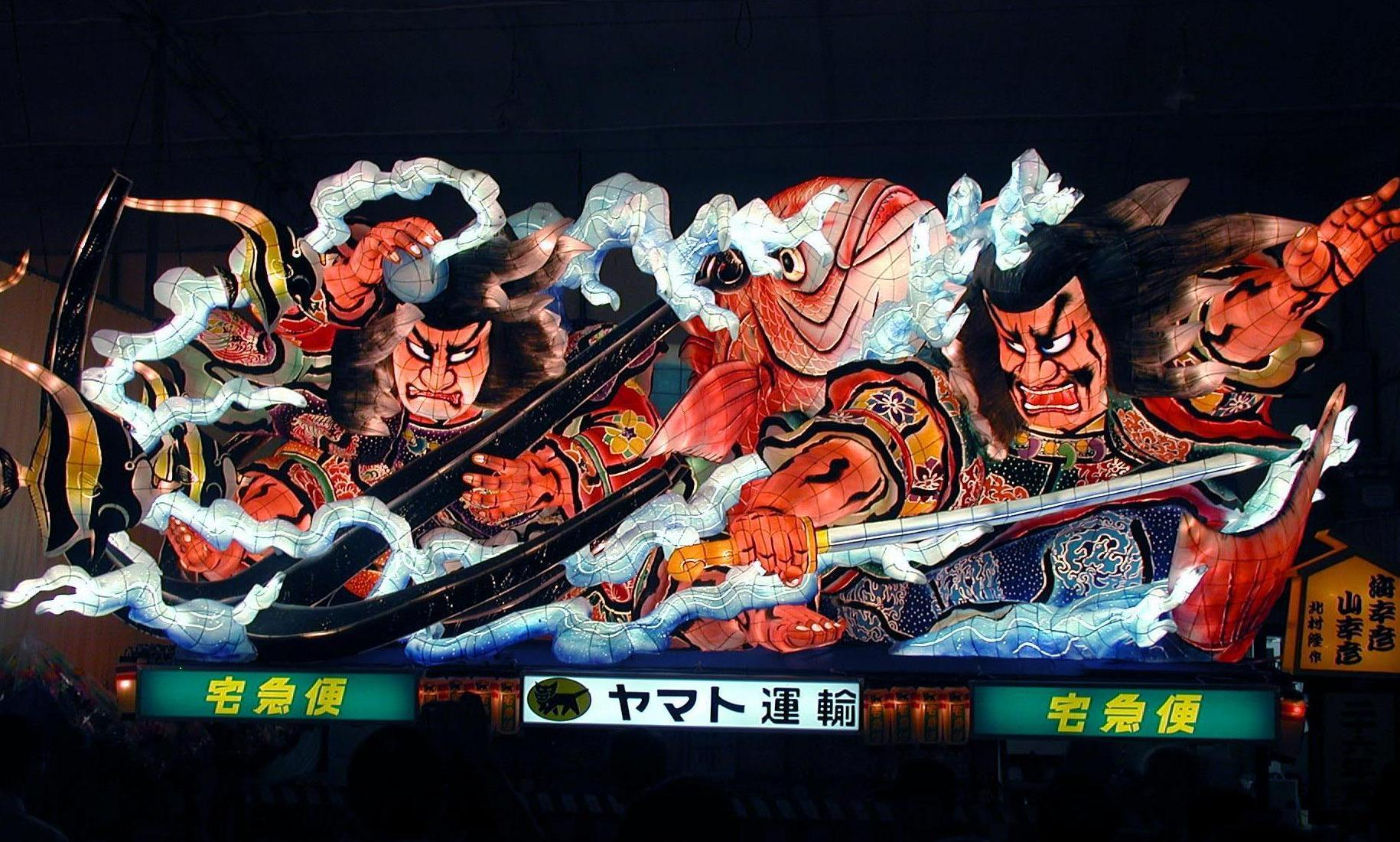
青森ねぶた祭

- 八甲田ウォーク（3月29日 - 3月31日）
- 青森春まつり、浪岡さくらまつり（4月下旬 - 5月上旬）
- AOMORI春フェスティバル（ゴールデンウイークの2日間開催）
- 青森レインボーパレード（6月）
- 浅虫温泉ねぶた祭（7月中旬）
- YASUKATA BAY FESTIVAL
- 浅虫温泉花火大会（8月1日）
- 青森ねぶた祭（8月2日 - 8月7日） - 重要無形民俗文化財。東北三大祭りの1つ。
- 青森花火大会（8月7日）
- 浪岡北畠まつり（8月中旬）
- 雲谷かがり（8月16日）
- 青森秋まつり（9月中旬）

### 食文化
- 七子八珍
- フジツボ
- 青森生姜味噌おでん
- 味噌カレー牛乳ラーメン
- 久慈良餅

## 出身･関連著名人

### 公人
- 淡谷悠蔵（衆議院議員、作家）
- 大沢久明（衆議院議員）
- 古寺宏（衆議院議員）
- 田中藤次郎（衆議院議員）
- 津川武一（衆議院議員、作家）
- 山崎竜男（参議院議員、環境庁長官）
- 斉藤里恵[34]（東京都議会議員、「筆談ホステス」著者）

### 文化人
| - 赤木健介（歌人、詩人） - 阿部合成（画家） - 阿部達二（編集者、著作家） - 阿部なを（料理研究家） - 五十嵐匠（映画監督） - 石田雄（政治学者） - 石館守三（薬学者） - 名誉市民 - 岩谷山梔子（俳人、編集者） - 及川善弘（映画監督） - 市制100周年記念映画「森に抱かれた街で」を監督。 - 沖澤のどか（指揮者） - 加藤山羊（漫画家） - 川合勇太郎（民話・口承文芸研究家） - 川崎祥悦（作曲家） - 市民歌「大きな朝に」を作曲。 - 菊谷栄（劇作家） - 北畠八穂（作家） - 倉内均（映画監督） - 郡場寛（植物学者） - 小島一郎（写真家） - 小館善四郎（画家） - 小林保治（国文学者） - 佐々木俊介（推理作家） - 佐藤羽美（歌人） - 沢田教一（報道写真家） - 沢田としき（絵本作家） - 三戸大久（声楽家） - 柴田治三郎（ドイツ文学者） - 柴田やす（学校法人柴田学園創設者） - 白取春彦（作家） - 鈴木日出男（国文学者） - 関野凖一郎（版画家） | - 高木彬光（推理作家） - 高木恭造（方言詩人） - 田中利光（作曲家） - 田邊優貴子（生態学者） - 千葉作龍（ねぶた師） - 常田健（画家） - 寺山修司（歌人、劇作家） - 成田千空（俳人） - 成田亨（彫刻家、特撮美術） - 成田美名子（漫画家） - 鳴海真希子（声楽家） - 鳴海正泰（政治学者） - ナンシー関（消しゴム版画家、コラムニスト） - 野呂妙子（声楽家） - 橋本花（画家） - 長谷川孝治（劇作家） - 長谷川昌史（ライトノベル作家） - 早見裕司（小説家） - 堀川アサコ（小説家） - 間宮芳生（作曲家） - 棟方志功（版画家） - 名誉市民 - 萌木原ふみたけ（イラストレーター） - 山谷亨 （映画監督・脚本家） - 山谷清志（政治学者） - 横浜聡子（映画監督） - 横山武夫（歌人・作詞家、元県副知事。2代目「青森市民歌」を作詞） - 吉田義昭（脚本家、劇作家） - 和田淳子（映像作家） - 渡辺うめ（人形作家） - 渡辺浦人（作曲家） |

### 芸能人
| - 赤坂麻凪（モデル、元アイドル、りんご娘） - 麻生しおり（歌手） - 淡谷のり子（歌手） - 名誉市民 - 五十嵐麻朝（俳優） - 伊藤ゴロー（ギタリスト、音楽プロデューサー） - 泉谷しげる（シンガーソングライター） - 王林（タレント、元アイドル、りんご娘） - 在住 - 小田桐咲也（俳優、アイドル） - 春日井静奈（タレント、女優） - 木戸衣吹（声優） - 木野花（女優） - 古坂大魔王（音楽芸人、NBR） - 榊みちこ（田中美智子、歌手・作詞家） - 佐々木新一（歌手） - 佐藤竹善（ミュージシャン、SING LIKE TALKING） - 三遊亭神楽（落語家） - しほり（成田志織、モデル・女優） - 相馬圭二（ギタリスト、ザ・コブラツイスターズ） | - 相馬有紀実（女優） - SONOMI（歌手） - 田崎潤（俳優） - タマ伸也（ポカスカジャン） - 中橋耕平（ミュージカル俳優） - 新高恵子（女優） - 新山千春（タレント） - 西村智彦（ミュージシャン、SING LIKE TALKING） - 藤田千章（ミュージシャン、SING LIKE TALKING） - 三平×2（お笑い芸人、ライター） - 宮本大誠（俳優） - 柳谷寛（俳優） - 矢野顕子（シンガーソングライター） - 山崎ゆかり（歌手、空気公団） - 凜華せら（女優） |

### スポーツ選手
| - 綾浪源鋭（力士） - 飯倉大樹（プロサッカー選手） - 飯田純士（水球選手） - 石郷岡葉純（カーリング選手） - 一錦周之助（力士） - 蝦名達夫（プロ野球選手） - 長内孝（プロ野球選手） - 魁罡功（力士） - 神錦國康（力士） - 木浪聖也（プロ野球選手） - 櫛引政敏（プロサッカー選手） - 斉藤仁（柔道家） - 市民栄誉賞受賞者 - 佐川遼（プロボクサー） - 佐藤大宗（近代五種競技選手） - 佐藤博治（卓球選手） - 先崎学（将棋棋士） - 相馬あい（競泳選手） - 大觥吉男（力士） - 大殿英武（力士） - 隆の里俊英（第59代横綱） - 田辺清（プロボクサー） | - 津軽冨士節三（力士） - 堂元美佐（阿部聖水、プロボウラー） - 成田蓮（プロレスラー） - 浪ノ音健藏（力士） - 浪乃花教天（力士） - 畑山隆則（プロボクサー） - 市民栄誉賞受賞者 - 八甲山純司（力士） - 東英樹（バスケットボール選手） - 福士勇（プロ野球選手） - 武州山隆士（力士） - 古川高晴（アーチェリー選手） - 市民栄誉賞受賞者 - 三浦敬三（プロスキーヤー、山岳写真家） - 市民栄誉賞受賞者 - 三浦雄一郎（プロスキーヤー） - 名誉市民、市民栄誉賞受賞者 - 三上正貴（ラグビー選手） - 村上輝夫（卓球選手） - 森内壽春（プロ野球選手） - 柳澤龍志（プロレスラー、総合格闘家） - 芳野嶺元志（力士） - レパード玉熊（プロボクサー） - 市民栄誉賞受賞者 |

### マスコミ関係者
| - 今泉清保（青森テレビニュースキャスター） - 川合勇太郎（『東奥日報』三本木支局長、『デーリー東北』編集局長・専務社長代理） - 川村晃司（テレビ朝日コメンテーター） - 小塚歩（ラジオNIKKEIアナウンサー） - 神ひろし（中京テレビ放送アナウンサー） - 相馬宏男（NHKアナウンサー） - 対馬孝之（青森朝日放送アナウンサー） - 中村雅子（フリーアナウンサー） - 奈良岡希実子（気象予報士） | - 長谷川才次（時事通信社代表取締役） - 丸井乙生（スポーツライター） - 三上弥（NHKアナウンサー） - 村林いづみ（フリーアナウンサー） - 室谷香菜子（北海道放送アナウンサー） - 盛朋子（ミヤギテレビアナウンサー） - 米澤章子（青森放送アナウンサー） |

### その他
- 大里洋吉（アミューズ創業者）
- 佐藤初女（「森のイスキア」主宰）

### ゆかりの人物
- あがた森魚（シンガーソングライター） - 小学生時代を過ごす。
- 海渡英祐（推理作家）
- 垣岩令佳（バドミントン選手） - 市民栄誉賞受賞者
- 北郷三穂子（NHKアナウンサー） - 出生地、初任地。
- 久慈次郎（野球選手）- 出生地。
- 少路和伸（画家） - 在住。
- なかにし礼（作詞家、小説家） - 小・中学生時代を過ごす。
- 福原愛（卓球選手） - 市民栄誉賞受賞者
- 藤井瑞希（バドミントン選手） - 市民栄誉賞受賞者
- 松坂大輔（プロ野球選手） - 出生地。

## 青森市を撮影した映画作品
- 風が通り抜ける道（2024年公開/イオンエンターテイメント）

## ギャラリー
- 雲谷峠から見た青森市街
- 青森港と八甲田山
- 八甲田ロープウェー
- ねぶたの家 ワ・ラッセ
- A-FACTORY
- 縄文時遊館
- 青森県立美術館
- 酸ヶ湯温泉と八甲田大岳